# Generálporučík

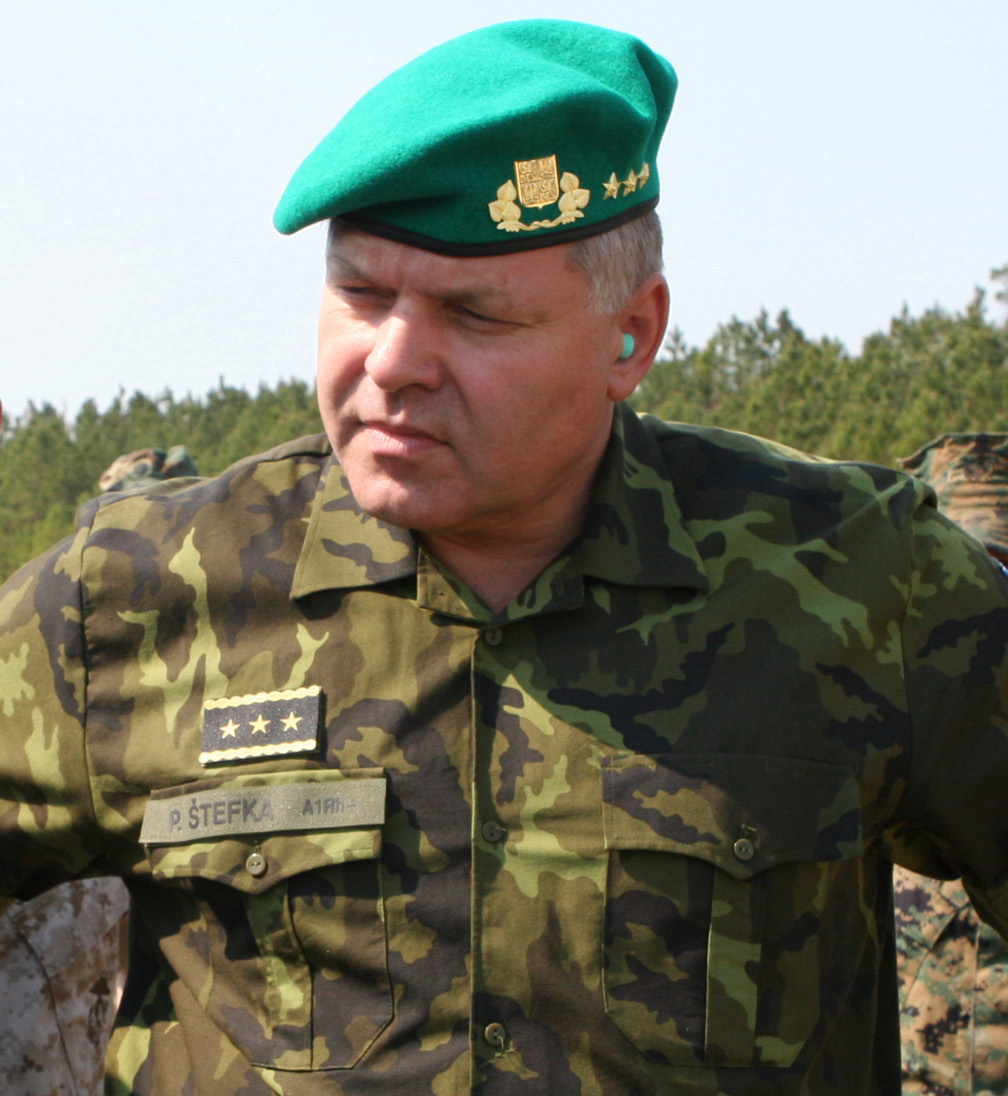
Generálporučík Pavel Štefka

Generálporučík je vojenská hodnost používaná v mnoha státech. Dle oficiálních standardů NATO (dle ujednání STANAG 2116) je tato hodnost označena zkratkou OF-8. V mnoha zemích je také kvůli nízkému počtu vojáků generálporučík nejvyšší udělovanou hodností a v ještě menších státech pak tato hodnost udělována vůbec není. V některých jihoamerických zemích jako je Brazílie nebo Chile je pak k hodnosti generálporučíka ekvivalentní hodnost divizního generála.
Historie této hodnosti vede až do středověku, kdy byl jako generálporučík titulován druhý nejvyšší velitel na bitevním poli, který obvykle podléhal velení generálního kapitána. V moderních armádách obvykle velí armádním sborům.

## Evropa

### Albánie
V Albánii je používána hodnost Gjeneral Lejtant u armády a Gjenerallejtnant u letectva. Jejím ekvivalentem u námořnictva je Admiral. Nižší hodnost je Gjeneral Major a vyšší Gjeneral Major. V průběhu let se vzhled albánských insignií radikálně měnil. První verze pocházela z roku 1926 z doby vlády Ahmeta Zogu a byla v „rakouském“ stylu, který se později změnil na styl „italský“. Vlivem komunistického režimu po druhé světové válce došlo k výrazné změně jak vzhledu insignií, tak i hodnostního systému. Ještě více se tento vliv prohloubil přijetím nových insignií a hodností po vzoru Sovětského svazu v roce 1947. Tento styl ovlivněný Stalinem si Albánie zachovala až do května 1966, kdy byl celý hodnostní systém po vzoru Číny zrušen a zavedena doktrína založená na vzoru partyzánské války. K opětovnému zavedení hodností, tentokrát podle západního modelu, došlo v roce 1991 po pádu komunistického režimu. Přesto i v následujících letech se vzhled insignií několikrát zásadně měnil.

Albánie: armáda
Albánie: letectvo
Albánie: 2004–2011

### Belgie
V Belgii je hodnost Lieutenant général (nizozemsky: Luitenant-generaal) požívána u armády a letectva. Nižší hodnost je Général-major (nizozemsky: Generaal-majoor) a vyšší Generaal (nizozemsky: Général). Jejím ekvivalentem u námořnictva je hodnost Vice-amiral (nizozemsky: Vice-admiraal).

Belgie: armáda
Belgie: letectvo

### Bělorusko
V Bělorusku je hodnost generál-lejtenant (bělorusky: Генера́л-лейтена́нт) používána u armády a letectva. Nižší hodnost je general-major (bělorusky: Генера́л-майо́р) a vyšší generál-polkovnik (bělorusky: Генера́л-полко́вник). Bělorusko bývalo součástí Sovětského svazu a tak hodnostní systém i vzhled výložek vychází z ruského vzoru. Zde také hodnost generál-majora odpovídá podle standardů NATO stupni OF-7, nikoliv běžnému stupni OF-8.

Bělorusko: armáda
Bělorusko: letectvo

### Bulharsko
V Bulharsku je hodnost General-lejtenant (bulharsky: Генерал-лейтенант) používána u armády a letectva. Nižší hodnost je General-major (bulharsky: Генерал-майор) a vyšší General (bulharsky: Генерал). Ekvivalentem této hodnosti u námořnictva je Viceadmiral (bulharsky: Вицеадмирал). Vzhled insignií i hodnostní struktura nese znaky ruského vlivu.

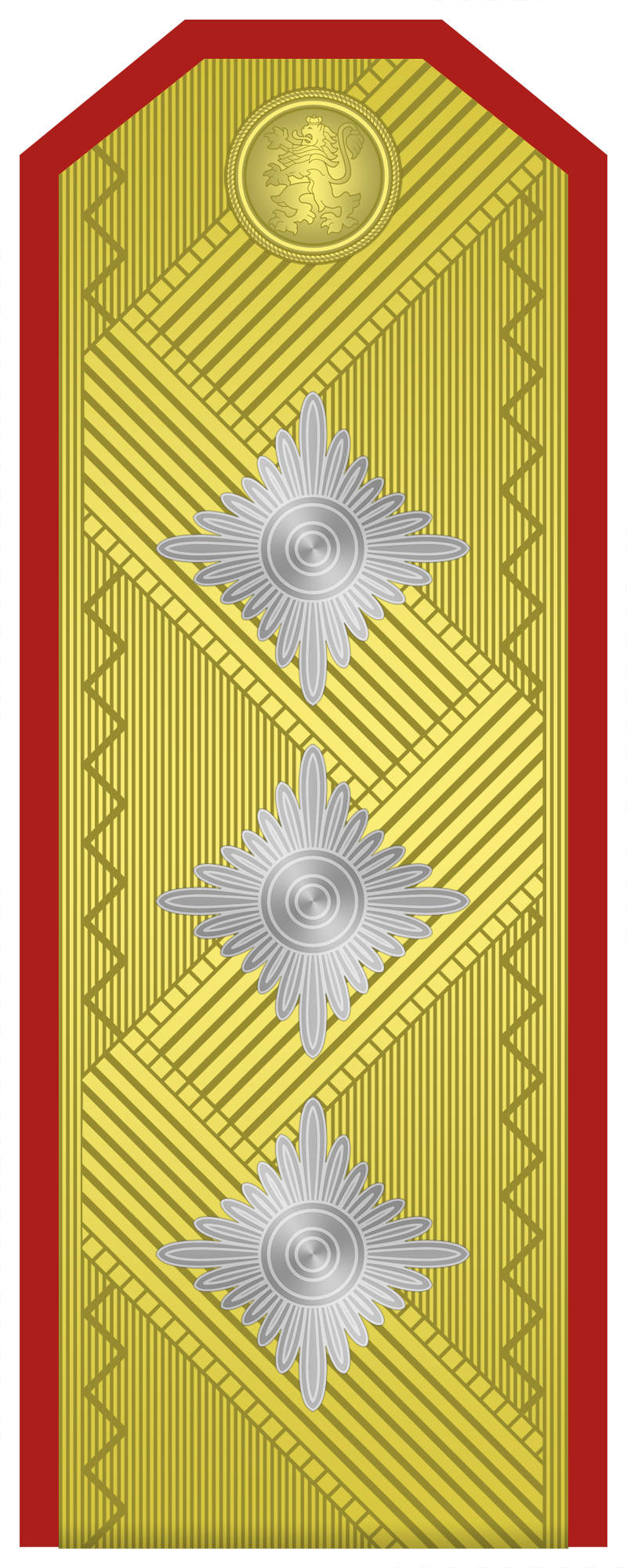
Bulharsko: armáda
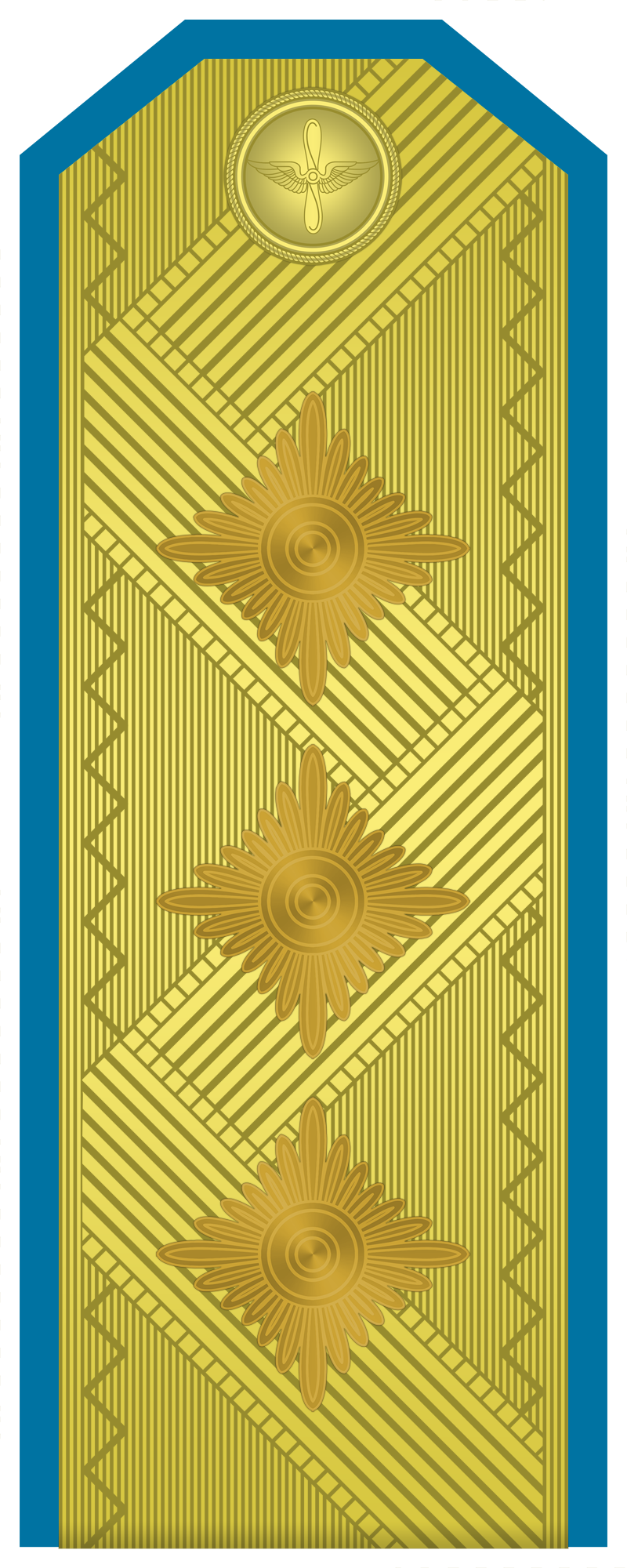
Bulharsko: letectvo

### Česká republika
V České republice je hodnost generálporučík (genpor.) používána u armády a letectva. Nižší hodnost je generálmajor (genmjr.) a vyšší armádní generál. Původní hodnostní systém nově vzniklé československé armády byl přejat z rakousko-uherské armády a mírně poupraven. V roce 1953 pak byla hodnost divizního generála přejmenována na generálporučíka. V té době však byly na výložkách pouze dvě hvězdy a jednalo se až o třetí nejvyšší generálskou hodnost (po armádním generálovi a generálplukovníkovi). Hodnost generálporučíka v roce 1993 zachovala i nově vzniklá Armáda České republiky. Hodnostní označení jsou tři velké pěticípé zlaté hvězdy se zlatým lemováním výložek a lipové ratolesti kolem státního znaku na pokrývce hlavy.

Česká republika: armáda
Česká republika: letectvo
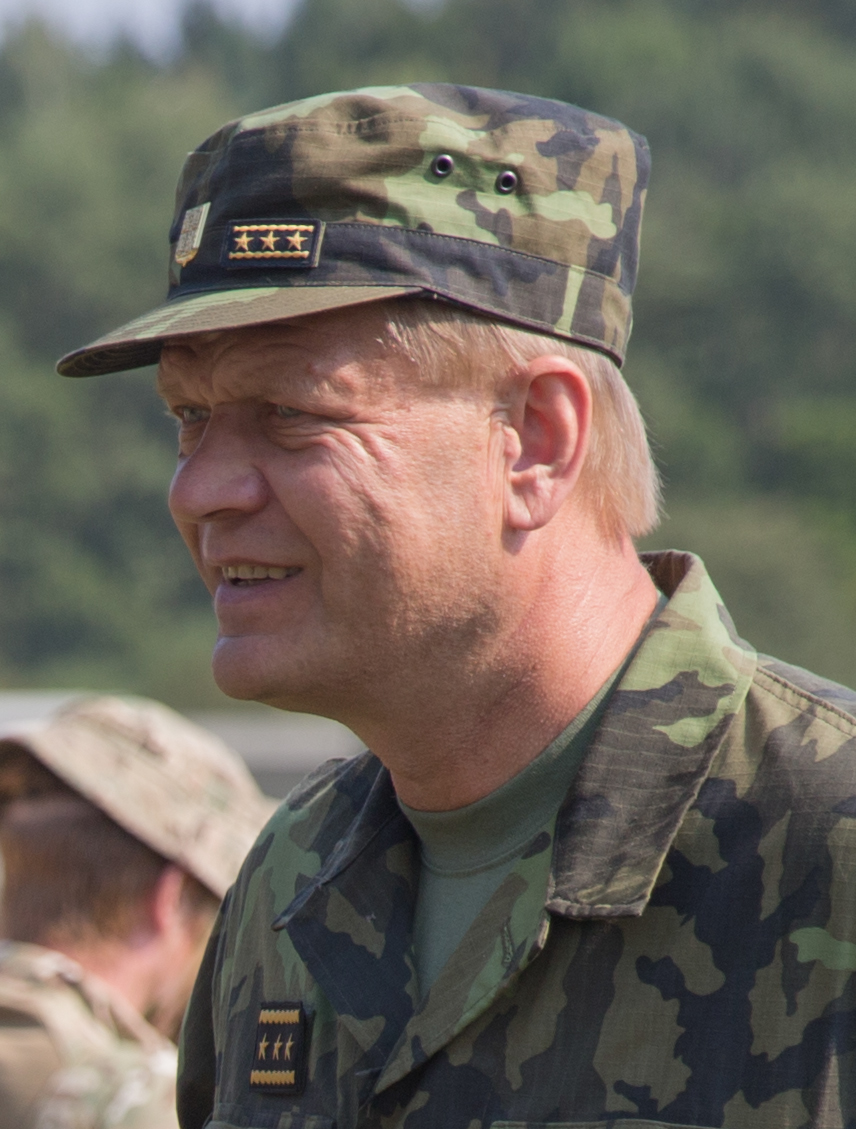
Česká republika: genpor. J. Bečvář

### Dánsko
V Dánsku je hodnost Generalløjtnant používána u armády a letectva, kdy je tato hodnost vyhrazena pro vrchního velitele dánské královské armády a pro velitele štábu letectva. Nižší hodnost je Generalmajor a vyšší General. Jejím ekvivalentem u námořnictva je hodnost Viceadmiral. Hodnostní systém dánských ozbrojených sil odpovídá standardním pravidlům NATO. Vzhled insignií používaných letectvem je založen na insigniích britského královského letectva, které byly pro dánské potřeby mírně upraveny. 

Dánsko: armáda (od 2018)
Dánsko: letectvo
Dánsko: armáda (1923–1958)
Dánsko: armáda (1958–1962)
Dánsko: armáda (1962–1983)
Dánsko: armáda (1983–2016)

### Estonsko
V Estonsku je hodnost Kindralleitnant (kin-ltn) používána u armády a letectva. Nižší hodnost je Kindralmajor (brig-mjr) a vyšší Kindral (kin). Jejím ekvivalentem u námořnictva je Viitseadmiral (v-adm). Hodnostní systém i vzhled výložek byl během let ovlivněny řadou různých systémů používaných na území Estonska. Většina armádních hodností vznikla během estonské osvobozenecké války na počátku 20. letech 20. století. Hodnost brigádního generála byla do systému poprvé zařazena až v roce 1991 poté, co skončila sovětská okupace Estonska.

Estonsko: armáda
Estonsko: letectvo
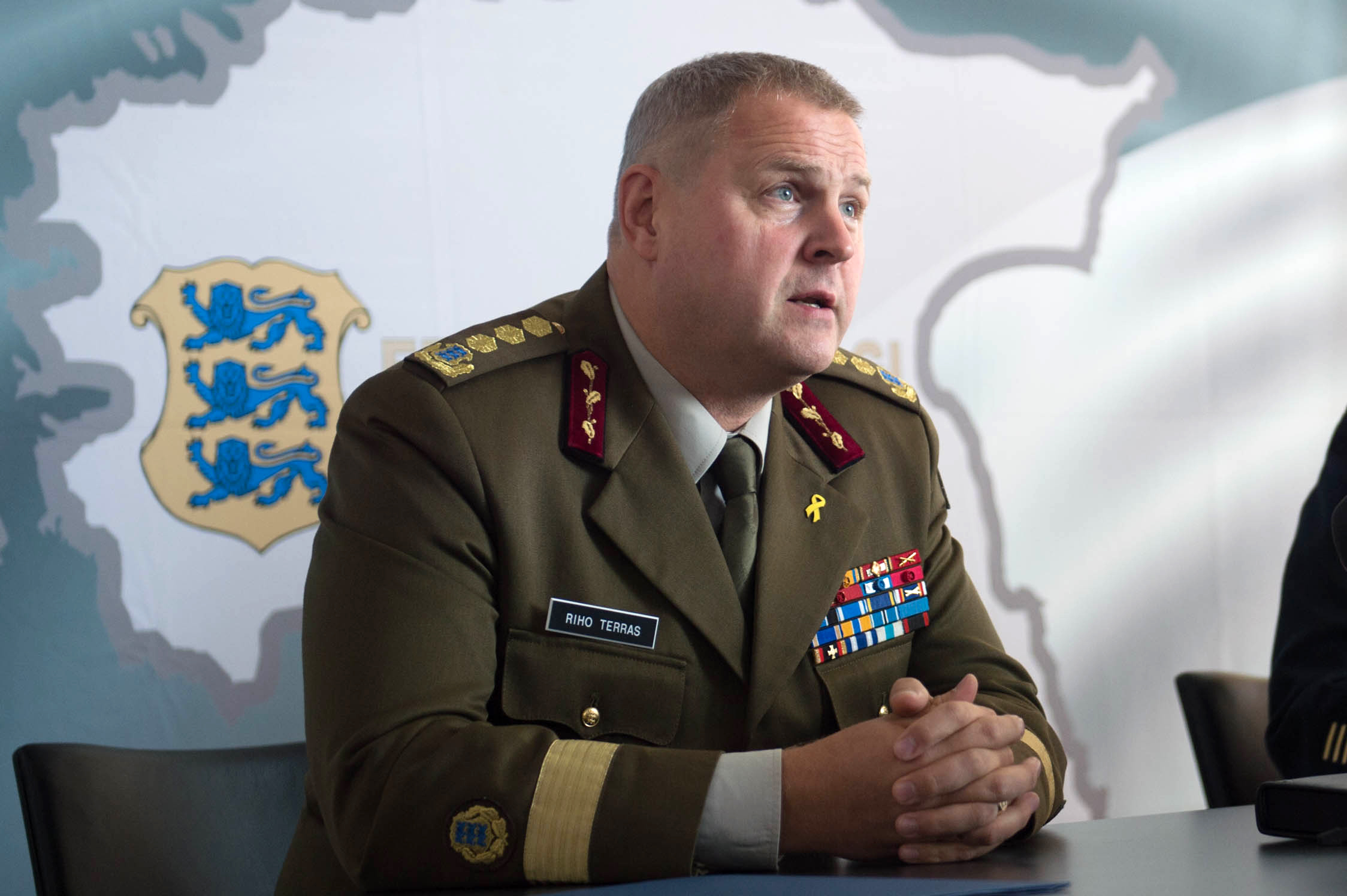
Estonsko: Kindralleitnant R. Terras

### Finsko
Ve Finsku je hodnost Kenraaliluutnantti (švédsky: Generallöjtnant) používána u armády a letectva. Nižší hodnost je Kenraalimajuri (švédsky: Generalmajor). a vyšší Kenraali (švédsky: General). Finský hodnostní systém do sebe zakomponoval švédské, německé a ruské prvky. Hodnosti mají oficiálně dvojí pojmenování jak ve finštině, tak ve švédštině. Výložky se od dalších evropských zemí liší. K vyznačení generálské hodnosti nejsou na výložkách používány hvězdy ale lvi, kteří odkazují na státní znak Finska. Jsou zde také používány límcové výložky nikoliv ramenní. Barva výložek pak reprezentuje svou složku, ale toto barevné rozlišení se nepoužívá na polních uniformách. U generálských hodností jsou výložky ve většině případů zlaté na červeném pozadí, i když v některých případech si zachovávají barvu pozadí své složky.

Finsko: armáda
Finsko: letectvo
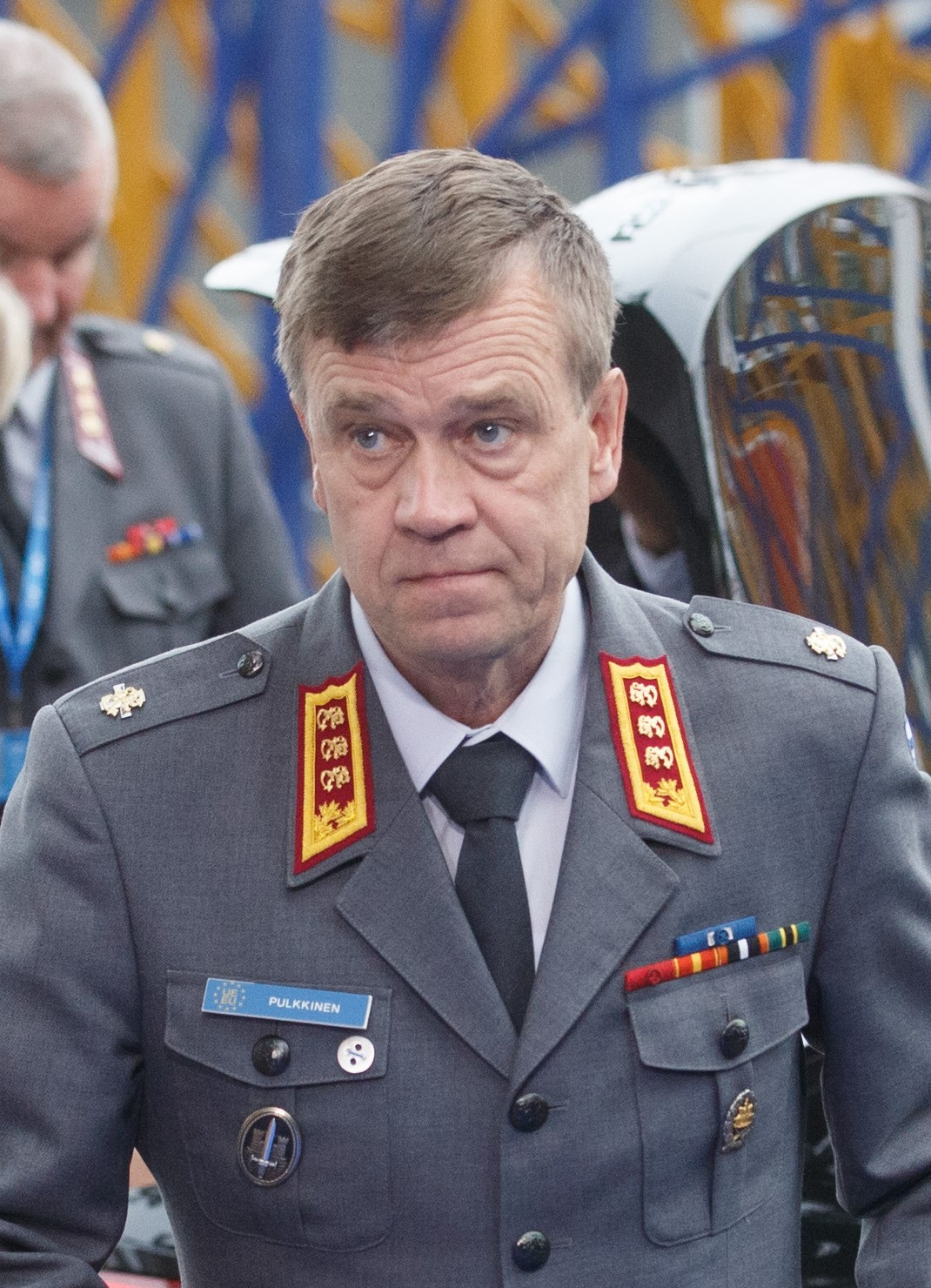
Finsko: Kenraaliluutnantti E. Pulkkinen

### Irsko
V Irsku je hodnost Leifteanant-Ghinearál používána u armády a je nejvyšší hodností udělovanou v této zemi. Nižší hodnost je Maor-Ghinearál, která však v letectvu udělována není a hodnost generálmajora je tak nejvyšší hodností. Jejím ekvivalentem u námořnictva je Leas-Aimiréal.

### Island
Na Islandu se takto vysoká hodnost nepoužívá.

### Kypr
Na Kypru je hodnost generálporučík (řecky: Αντιστράτηγος) používána u armády a je nejvyšší hodností udělovanou v této zemi. Nižší hodnost je generálmajor (řecky: Υποστράτηγος). U letectva ani námořnictva není takto vysoká hodnost používána. Kypr má blízké vazby na Řecko a tak i hodnostní systém a vzhled výložek vychází z řeckého vzoru.

Kypr

### Litva
Na Litvě je hodnost Generolas leitenantas používána u armády a letectva a je nejvyšší hodností udělovanou v této zemi. Nižší hodnost je Generolas majoras. Jejím ekvivalentem u námořnictva je Viceadmirolas. 

Litva: armáda
Litva: letectvo
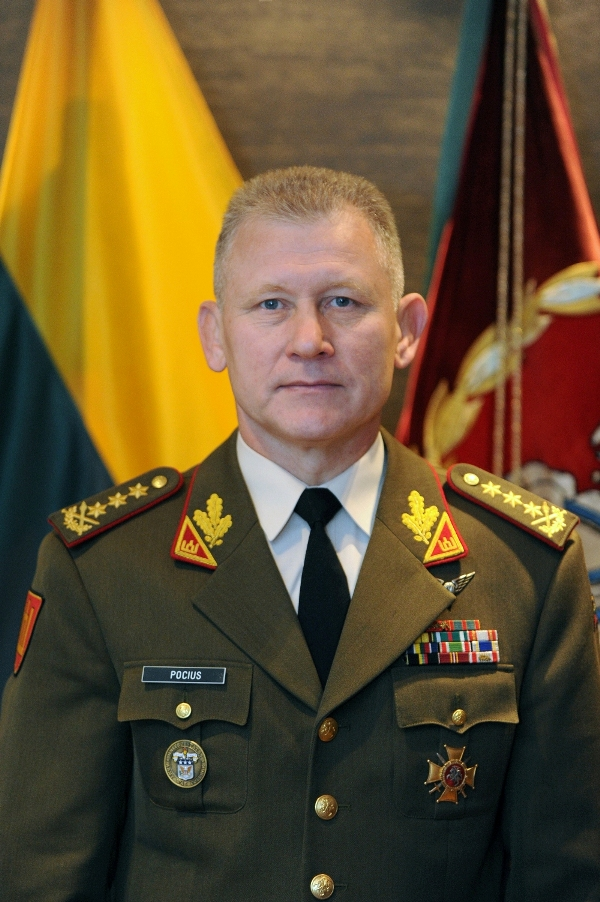
Litva: Generolas leitenantas A. Pocius

### Lotyšsko
V Lotyšsku je hodnost Ģenerālleitnants používána u armády a letectva a je nejvyšší hodností udělovanou v této zemi. Nižší hodnost je Ģenerālmajors. Jejím ekvivalentem u námořnictva je Viceadmirālis. V minulosti byly na uniformách příslušníků pozemních sil používány límcové výložky. Později se začaly používat výložky na ramenou.

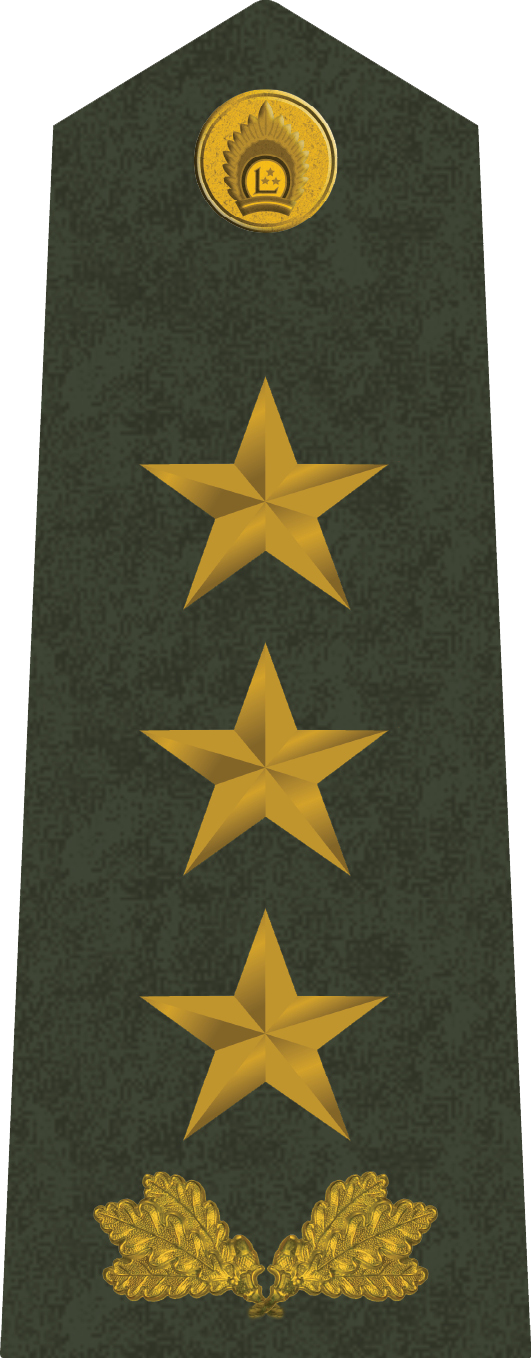
Lotyšsko: armáda
Lotyšsko: letectvo
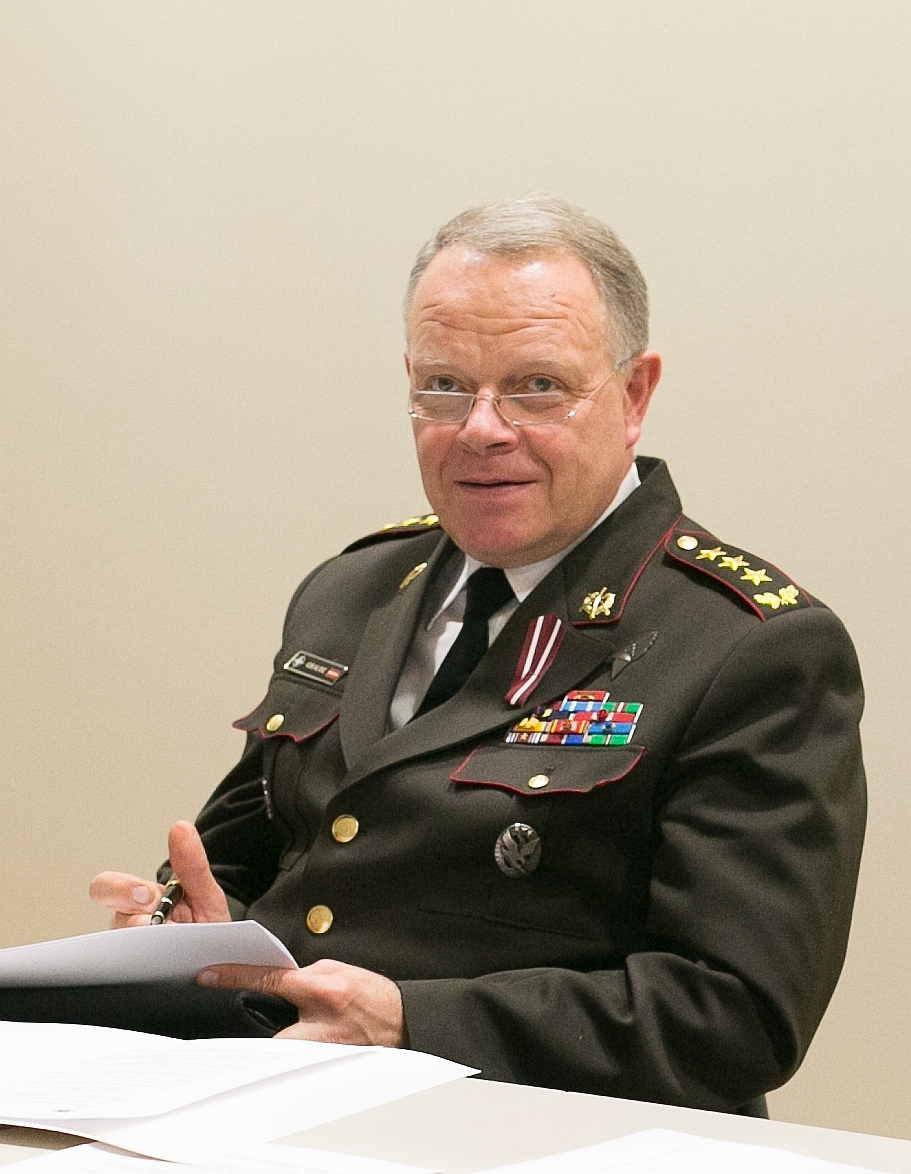
Lotyšsko: Ģenerālleitnants R. Graube (2015)

### Lucembursko
V Lucembursku se tato hodnost nepoužívá, nejvyšší hodností je zde Général (Chef d'État-Major).

### Maďarsko
V Maďarsku je hodnost Altábornagy používána u ozbrojených sil. Nižší hodnost je Vezérőrnagy a vyšší Vezérezredes. Vzhled výložek u armády a letectva se vzhledově neliší.

Maďarsko

### Malta
Na Maltě se hodnost odpovídající generálmajorovi nepoužívá, nejvyšší hodností je v tomto státě Brigadier.

### Německo
V Německu je hodnost Generalleutnant (GenLt) používána u armády a letectva. Nižší hodnost je Generalmajor a vyšší General. Jejím ekvivalentem u námořnictva je Vizeadmiral. V Německu je tato hodnost druhou nejvyšší, která je používána. Před rokem 1945 byla hodnost Generalleutnant spojena s velením divizi, byla vlastně ekvivalentem hodnosti Major General v anglicky hovořících zemích. Na výložkách generálporučíka jsou tři zlaté pecky a dubové listy.

Německo: armáda
Německo: letectvo

### Nizozemsko
V Nizozemsku je hodnost Luitenant-generaal používána u armády a letectva. Nižší hodnost u armády je Generaal-majoor a vyšší Generaal. Jejím ekvivalentem u námořnictva je Vice-Admiraal.

Nizozemsko: armáda
Nizozemsko: letectvo
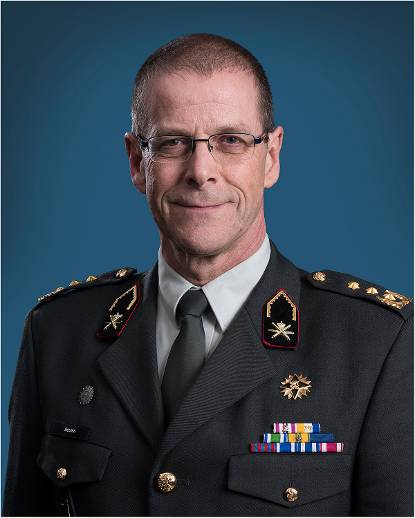
Nizozemsko: Luitenant-generaal L. Beulen

### Norsko
V Norsku je hodnost Generalløytnant používána u armády a letectva. Nižší hodnost je Generalmajor a vyšší General. Jejím ekvivalentem u námořnictva je Viseadmiral. V roce 2016 byl zaveden dvoustupňový hodnostní systém, kdy se začaly rozlišovat důstojnické a poddůstojnické hodnosti. V letech 1975 až 2016 zde poddůstojnický systém nebyl.

Norsko: armáda
Norsko: letectvo

### Portugalsko
V Portugalsku se hodnost Tenente-general používá u armády a letectva. Nižší hodnost je Major-general a vyšší General. Jejím ekvivalentem u námořnictva je hodnost Vice-almirante.

Portugalsko: armáda
Portugalsko: letectvo

### Rakousko
V Rakousku je používána hodnost Generalleutnant (GenLt). Nižší hodnost je Generalmajor (GenMjr) a vyšší General (Gen). Na výložkách jsou tradičně používány šesticípé hvězdy, které symbolizují protěž alpskou (Leontopodium alpinum).

Rakousko

### Rumunsko
V Rumunsku je hodnost General-locotenent používána u armády a u letectva. Nižší hodnost je General-maior a vyšší General. Jejím ekvivalentem u námořnictva je Viceamiral.

Rumunsko: armáda
Rumunsko: letectvo

### Rusko
V Rusku je hodnost General-lejtěnant (rusky: Генера́л-лейтена́нт) používána u armády a letectva. V tomto případě však hodnost generálporučíka odpovídá podle standardů NATO stupni OF-7, nikoliv běžnému stupni OF-8. Nižší hodnost je General-major (rusky: Генера́л-майо́р) a vyšší General-polkovnik (rusky: Генера́л-полко́вник). Jejím ekvivalentem u námořnictva je vice-admiral (rusky: Вице-адмирал). Moderní ruské vojenské hodnosti mají svůj původ v dobách vlády Petra Velikého. Většina jejich názvů byla vypůjčena z jiných již existujících vojenských útvarů z pruských, francouzských, anglických, nizozemských a polských hodností. Vzhled výložek pak vychází ze sovětského vzoru, který byl po vzniku Ruské federace mírně upraven.

Rusko: armáda slavnostní uniforma, používána 1955–1994 a znovu od 2010
Rusko: armáda
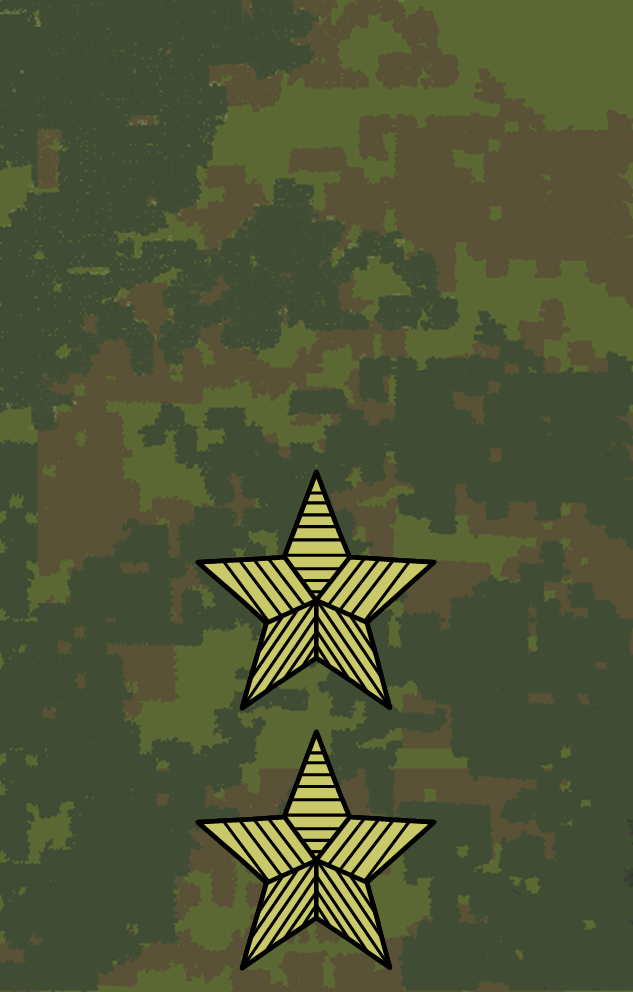
Rusko: armáda
Rusko: letectvo
Rusko: armáda (1994–2010)
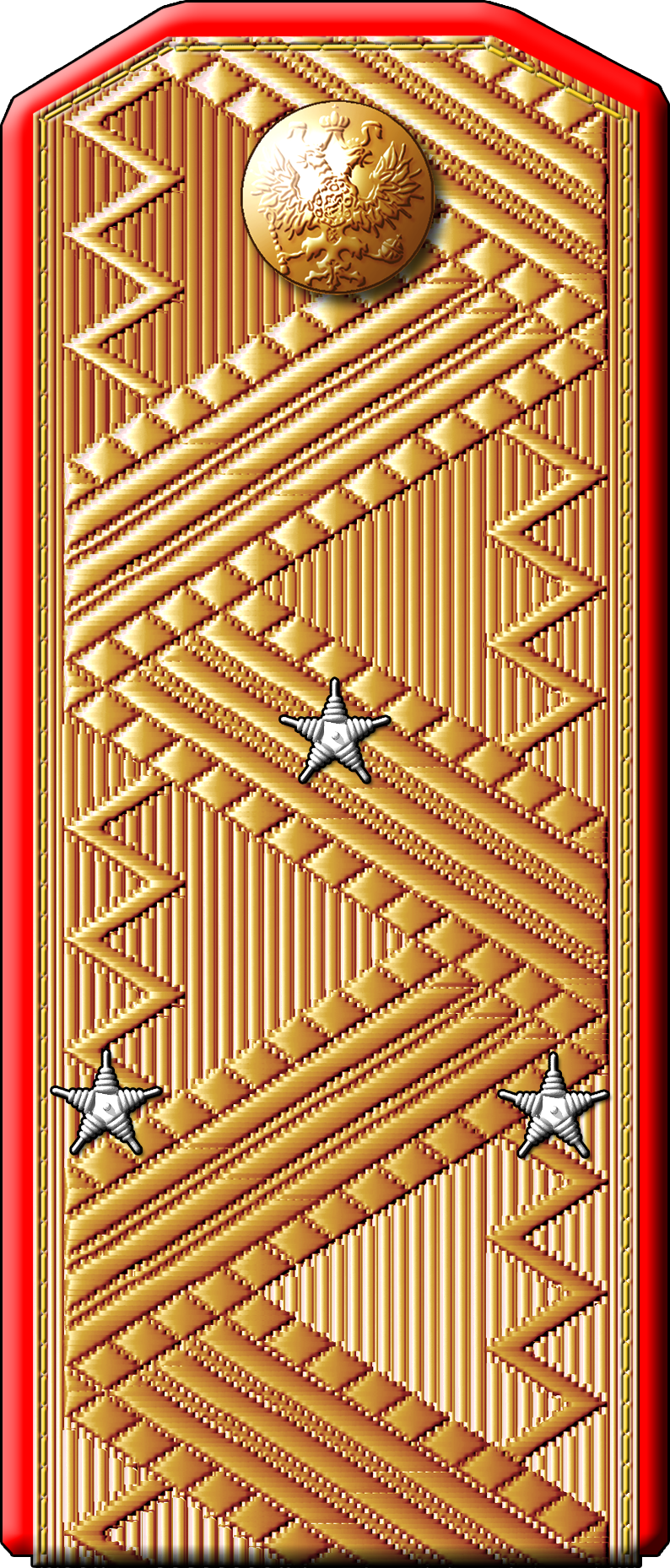
Rusko: (do 1917)
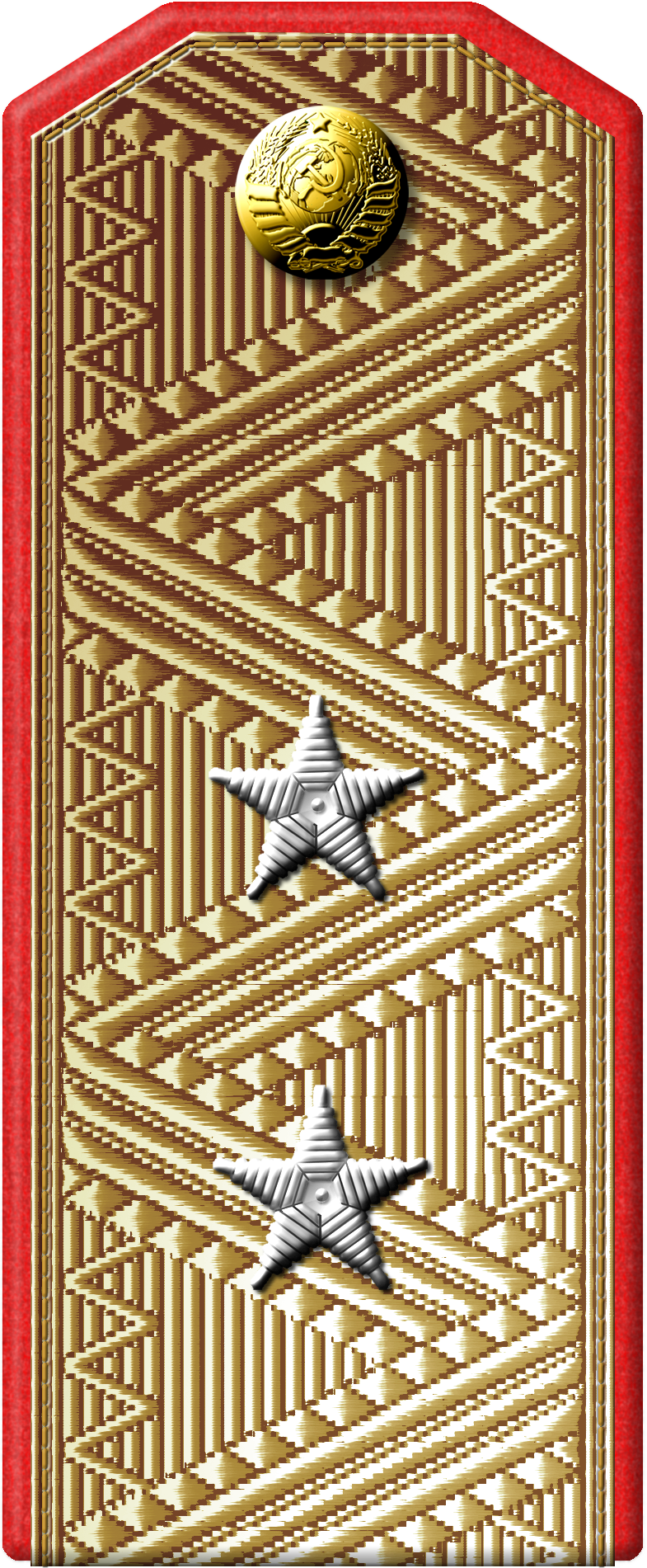
SSSR: (1943–1955)
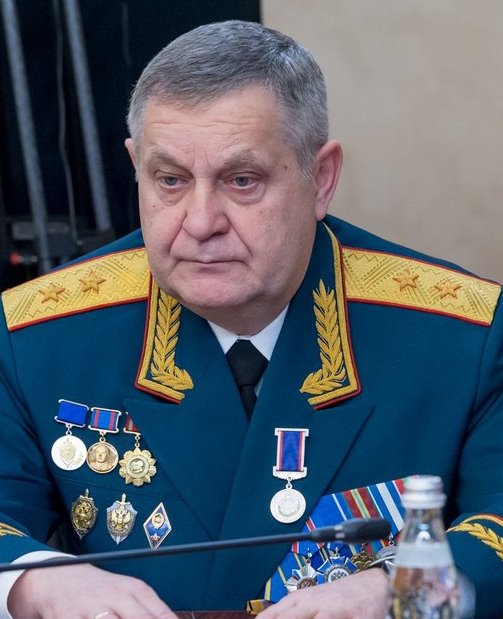
Rusko: General-lejtěnant A. Rakitin (2019)

### Řecko
V Řecku je hodnost Antistratigos (řecky: Αντιστράτηγος) používána u armády. Nižší hodnost je Ypostratigos (řecky: Υποστράτηγος) a vyšší Stratigos (řecky: Στρατηγός). Jejím ekvivalentem u námořnictva je Antinavarchos (řecky: Αντιναύαρχος) a u letectva Antipterarchos (řecky: Αντιπτέραρχο). Moderní hodností mají svůj původ ve starověkém Řecku a v Byzantské říši, ačkoliv korespondují s moderními hodnostmi západních armád.

Řecko
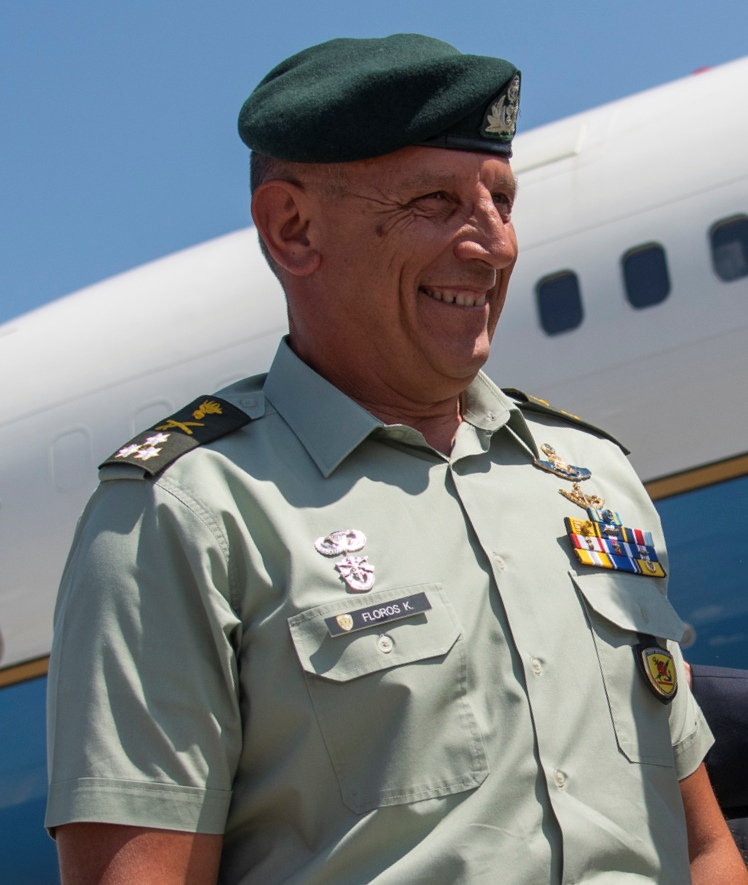
Řecko: Antistratigos K. Floros

### Slovensko
Na Slovensku je hodnost generálporučík používána u armády a letectva. Nižší hodnost je generálmajor a vyšší generál.

Slovensko: armáda
Slovensko: letectvo
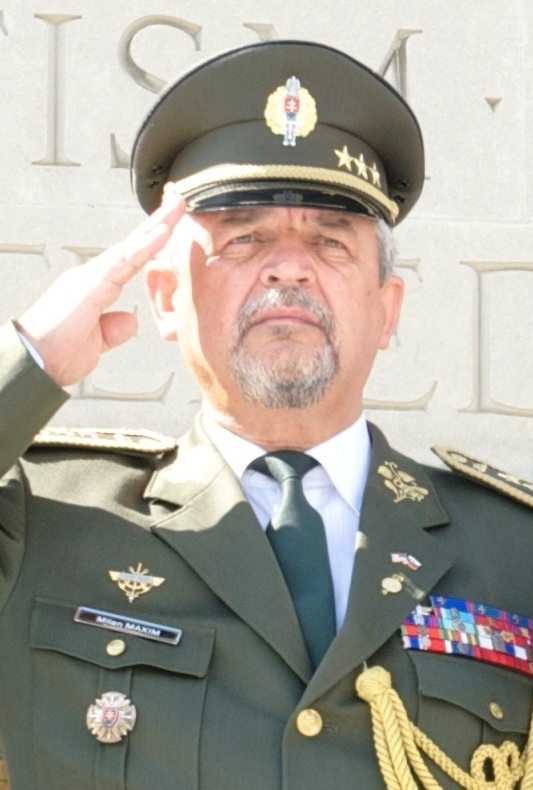
Slovensko: generálporučík M. Maxim

### Spojené království
Ve Spojeném království je hodnost Lieutenant-general (Lt Gen) používána u armády a námořní pěchoty. Nižší je hodnost Major-general (Maj Gen) a vyšší General (Gen). Jejím ekvivalentem u námořnictva je Vice admiral (V. Adm.) a u letectva pak Air marshal (Air Mshl). Krátce po vzniku Royal Air Force byla hodnost Major-general užívána i v této složce a to do srpna 1919. Na výložkách je šavle zkřížená s obuškem[ujasnit] a nad nimi umístěná koruna. Před rokem 1953 to byla Tudorovská koruna a od nástupu Alžběty II. na trůn je to koruna svatého Eduarda, před[ujasnit] Na mezinárodních misích také někdy nosí navíc ke standardním výložkám výložky se třemi hvězdami.

Spojené království: armáda
Spojené království: námořní pěchota
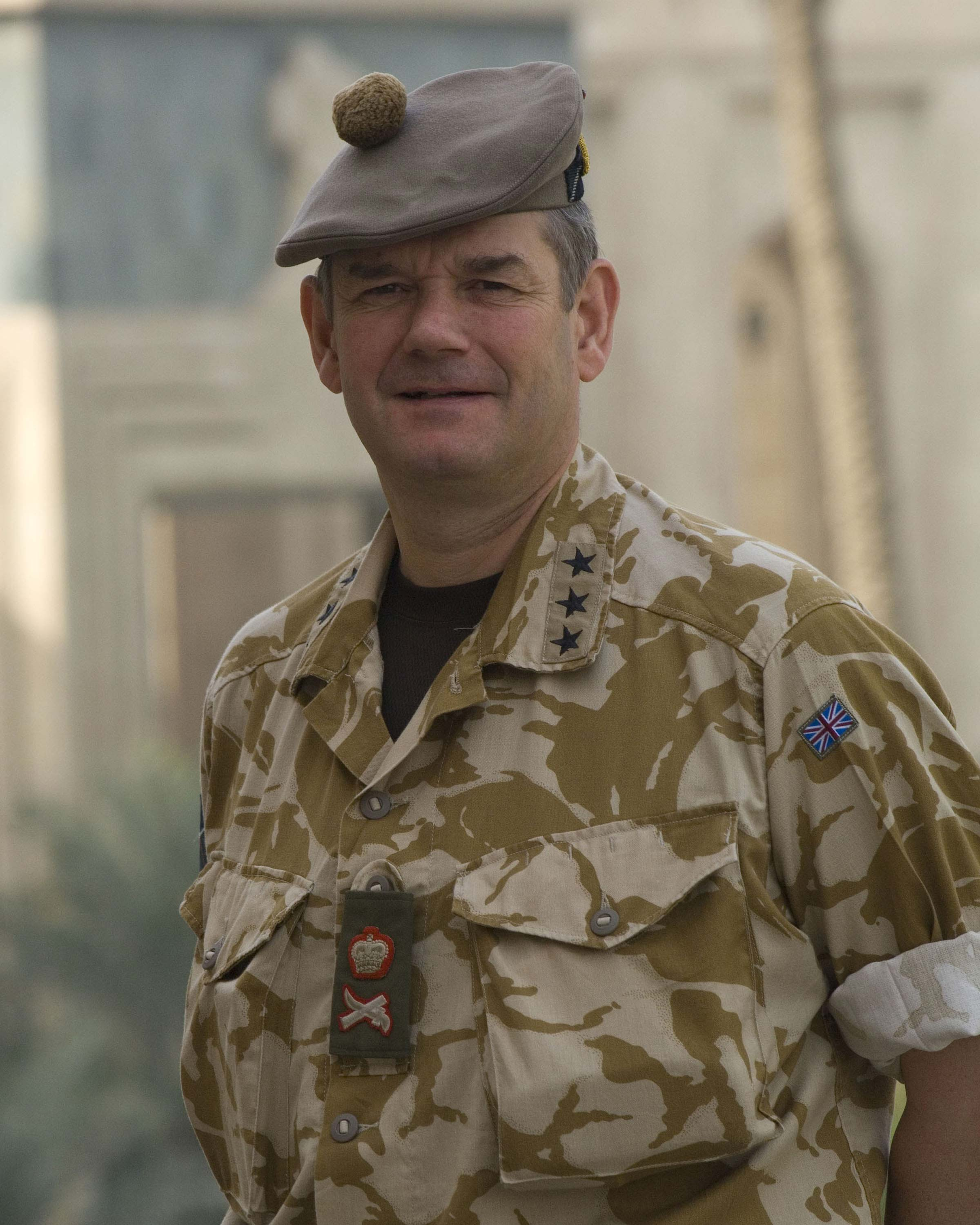
Spojené království: Lt Gen J. Cooper

### Španělsko
Ve Španělsku je hodnost Teniente general používána armády a letectva. Nižší hodnost je General de división a vyšší General de Ejército. Jejím ekvivalentem u námořnictva je Almirante. Do roku 1999 před zavedením hodnosti General de Ejército se jednalo o druhou nejvyšší hodnost. Na výložce jsou zkřížené šavle mezi nimiž jsou umístěny tři čtyřcípé hvězdy. Nad nimi je umístěna koruna.

Španělsko: armáda
Španělsko: letectvo

### Švédsko
Ve Švédsku je hodnost Generallöjtnant (Genlt) používána u armády a letectva. Nižší hodnost je Generalmajor (Genmj) a vyšší General (Gen). Jejím ekvivalentem u námořnictva je Viceamiral (Vam). Při reformě hodností dle standardů NATO, která vešla v platnost 1. ledna 2009 byly za vzor vzaty především britské hodnosti.

Švédsko: armáda
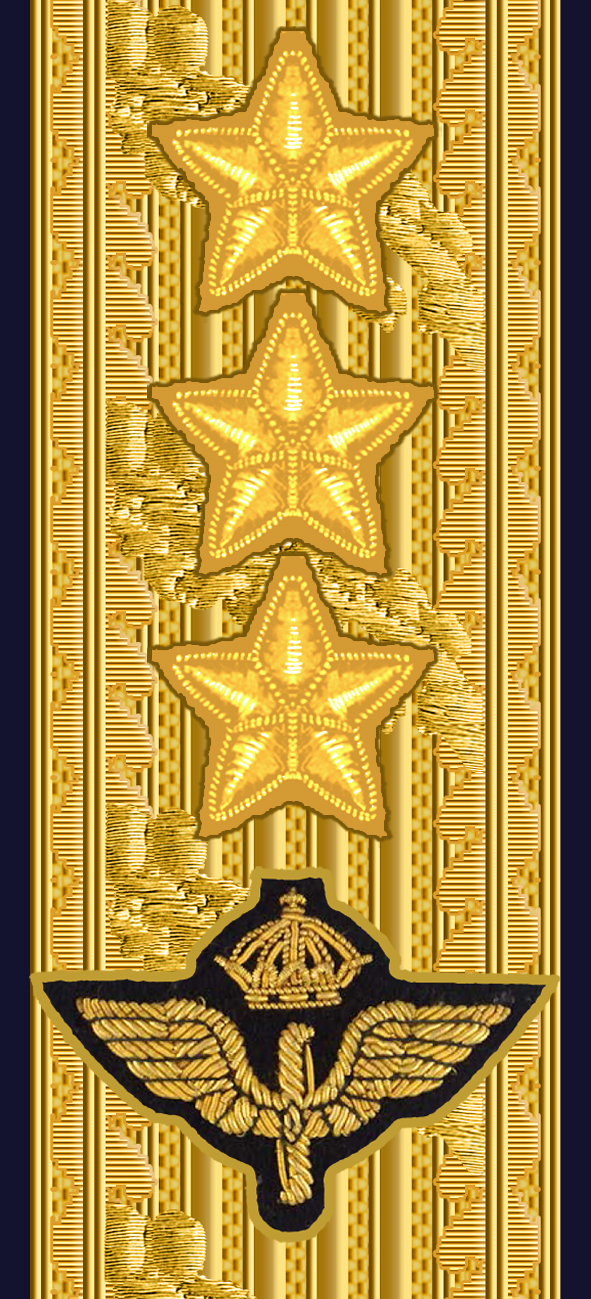
Švédsko: letectvo

### Turecko
V Turecku je hodnost Korgeneral používána u armády a letectva. Nižší hodností je Tümgeneral a vyšší Orgeneral. Jejím ekvivalentem u námořnictva je Koramiral.

Turecko: armáda
Turecko: letectvo

### Ukrajina
Na Ukrajině je hodnost General-lejtenant používána u armády, letectva a námořní pěchoty. Nižší hodnost je General-major a vyšší general-polkovnik. Jejím ekvivalentem u námořnictva je Vice-admiral. Hodnostní systém vycházel ze sovětského vzoru a byl přijat v březnu 1992. V roce 2016 došlo k nové reformě, během níž se vzhled i hodnostní systém přiblížil standardům NATO.

Ukrajina: armáda
Ukrajina: námořní pěchota
Ukrajina: letectvo

## Amerika

### Antigua a Barbuda
Na Antigui a Barbudě se tato hodnost nepoužívá, nejvyšší hodností je zde Colonel.

### Argentina
V Argentině se hodnost Teniente General používá u armády a je nejvyšší udělovanou hodností této složky ozbrojených sil. Nižší hodnost je General de División. Jejím ekvivalentem u námořnictva je Almirante a u letectva Brigadier General. V tomto případě však hodnost generálporučíka odpovídá podle standardů NATO stupni OF-9, nikoliv běžnému stupni OF-8.

Argentina

### Barbados
Na Barbadosu se takto vysoká hodnost nepoužívá, nejvyšší hodností je zde Major General.

### Belize
V Belize se takto vysoká hodnost nepoužívá, nejvyšší hodností je zde Major-General.

### Dominikánská republika
V Dominikánské republice je hodnost Teniente General používána u armády a letectva a je to nejvyšší udělovaná hodnost v této zemi. Nižší hodnost je Mayor General. Jejím ekvivalentem u námořnictva je Almirante.

Dominikánská republika: armáda
Dominikánská republika: letectvo

### Guyana
V Guyaně je hodnost Lieutenant general používána u armády. Nižší hodnost je Major general a vyšší General. U námořnictva takto vysoká hodnost není udělována. Hodnostní systém i vzhled výložek vychází z britského vzoru.

Guyana

### Haiti
Na Haiti je hodnost Lieutenant-général používána u armády a je to nejvyšší udělovaná hodnost v zemi. Nižší hodnost je General de Brigade. U letectva ani námořnictva se takto vysoká hodnost nepoužívá. Haiti bývalo francouzskou kolonií a tak hodnostní systém i vzhled výložek vychází z francouzského vzoru.

Haiti

### Honduras
V Hondurasu není takto vysoká hodnost udělována a nejvyšší hodností zde je divizní generál

### Jamajka
Na Jamajce není takto vysoká hodnost udělována a nejvyšší hodností zde je Major General.

### Kanada
V Kanadě je hodnost Lieutenant-General (francouzsky: Lieutenant-général) používána u armády a letectva. Nižší hodnost je Major-General (francouzsky: Major-général) a vyšší General (francouzsky: Général). Jejím ekvivalentem u námořnictva je Vice-admiral (francouzsky: Vice-amiral). Letectvo používá tuto hodnost až od roku 1968, do té doby se používala hodnost air marshal.

Kanada: armáda
Kanada: letectvo
Kanada: armáda (2013–2016)
Kanada: letectvo (1968–2010)
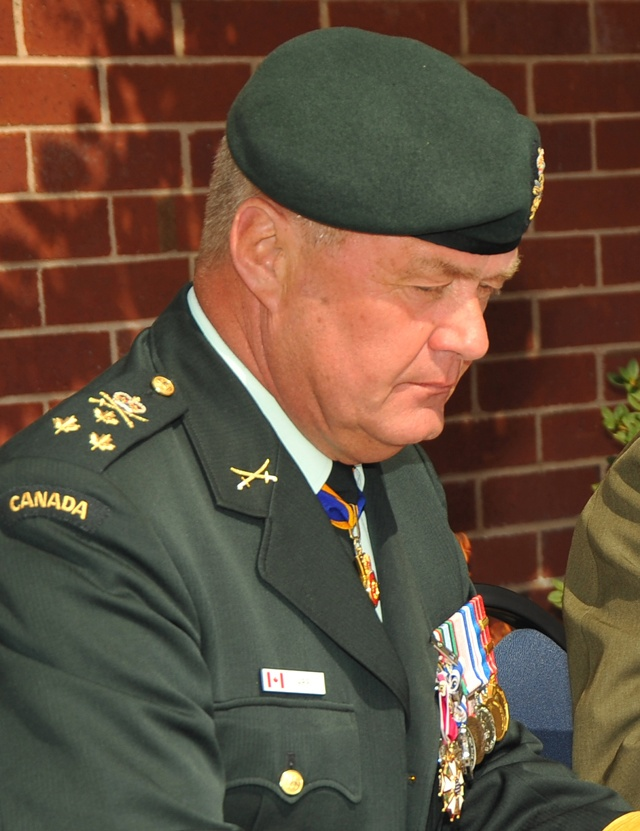
Kanada: Lieutenant-general J. Arp

### Kolumbie
V Kolumbii je hodnost Teniente General používána u námořní pěchoty. U letectva je používána hodnost Teniente General del Aire. Nižší hodnost je Mayor General (Mayor General del Aire u letectva) a vyšší General. Jejím ekvivalentem u námořnictva je hodnost Almirante de Escuadra. U armády není ekvivalent hodnosti OF-8 dle standardů NATO používán. Hodnostní systém je založen na článku 217 Kolumbijské ústavy z roku 1991.

Kolumbie: námořní pěchota
Kolumbie: letectvo

### Peru
V Peru je hodnost Teniente General používána u letectva. Nižší hodnost je Mayor General a vyšší General del Aire. Jejím ekvivalentem u námořnictva je Vicealmirante a u armády General de División. Peru bývalo španělskou kolonií a tak hodnostní systém i vzhled výložek vychází ze španělského vzoru, ale byl ovlivněn i francouzským vzorem.

### Spojené státy americké
Ve Spojených státech amerických je hodnost Lieutenant General používána u armády, letectva a námořní pěchoty (liší se v používané zkratce, u armády LTG, u letectva Lt Gen a u námořní pěchoty LtGen). Nižší hodnost je Major General a vyšší General. Jejím ekvivalentem u námořnictva je Rear Admiral. Kořeny amerického hodnostního systému sahají k britskému systému, ze kterého přebírají jak hodnosti, tak jejich pojmenování. Jako prvnímu byla hodnost generálporučíka udělena Georgi Washingtonu a byl také jediným vojákem kontinentální armády s touto hodností. Generálporučíci v USA obvykle velí jednotkám o velikosti 20–45 tisíc vojáků a je dočasně udělovanou hodností v dobách míru. V USA existují pravidla, která omezují maximální počet generálů v aktivní službě i v rezervních silách pro jednotlivé složky.

USA: armáda
USA: letectvo
USA: armáda (vlajka)
USA: námořní pěchota (vlajka)
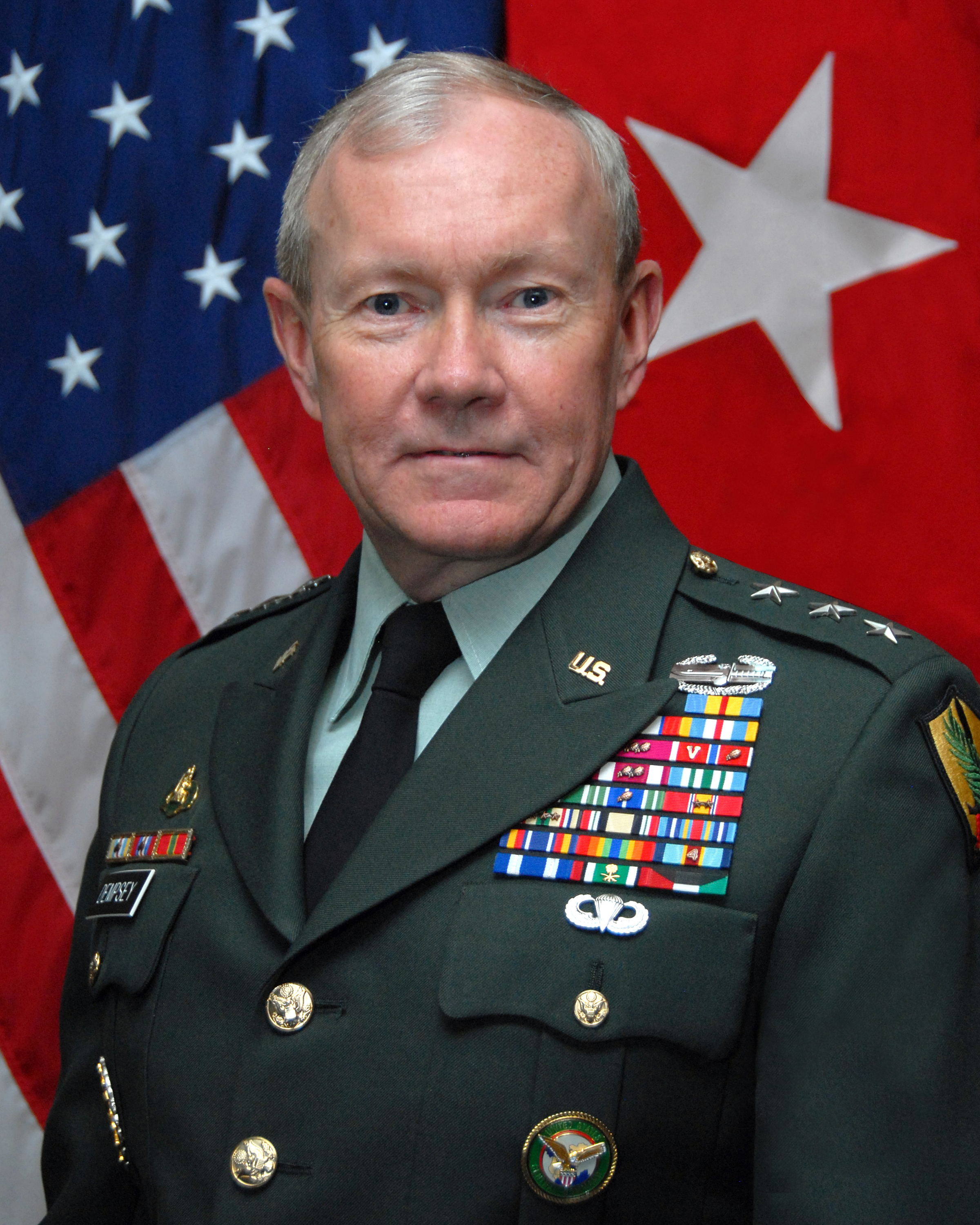
USA: Lieutenant General M. E. Dempsey

### Surinam
V Surinamu se tato hodnost nepoužívá, nejvyšší hodností je zde Brigade-generaal.

### Trinidad a Tobago
Na Trinidadu a Tobagu se tato hodnost nepoužívá, nejvyšší hodností je zde Major General.

### Uruguay
V Uruguayi je hodnost Teniente General používána u armády a letectva. Nižší hodností je Mayor General a vyšší General de ejército. Jejím ekvivalentem u námořnictva je Vicealmirante. Uruguay bývala španělskou a později portugalskou kolonií a tak hodnostní systém i vzhled výložek vychází ze španělského a portugalského vzoru.

## Asie

### Afghánistán
V Afghánistánu je hodnost Dagar Jenral používána u armády a letectva. Nižší hodnost je Turan Jenral a vyšší Setar Jenral.

Afghánistán: armáda
Afghánistán: letectvo

### Arménie
V Arménii je hodnost generálporučík (arménsky: գեներալ- լեյտենանտ) používána u armády a letectva. Tato hodnost je ovšem v tomto státě považována za ekvivalent hodnosti OF-7 dle standardu NATO (tedy za hodnost generálmajora). Nižší hodnost je generálmajor (arménsky: գեներալ-մայոր) a vyšší generálplukovník (arménsky: գեներալ- գնդապետ). Arménie bývala součástí Sovětského svazu a tak hodnostní systém i vzhled výložek vychází z ruského vzoru.

Arménie: armáda
Arménie: letectvo

### Ázerbájdžán
V Ázerbájdžánu je hodnost general-leytenant používána armádou a letectvem. Tato hodnost je však v tomto státě považována za ekvivalent hodnosti OF-7 dle standardu NATO (tedy za hodnost generálmajora). Nižší hodnost je general-mayor a vyšší general-polkovnik. Jejím ekvivalentem u námořnictva je hodnost vitse-admiral. Ázerbájdžán býval součástí Sovětského svazu a tak hodnostní systém i vzhled výložek vychází z ruského vzoru, ačkoliv nese znaky tureckého vlivu.

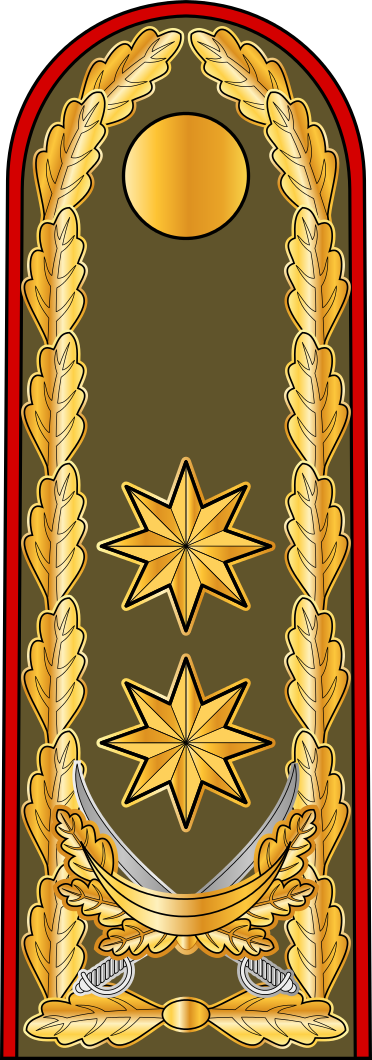
Ázerbájdžán: armáda
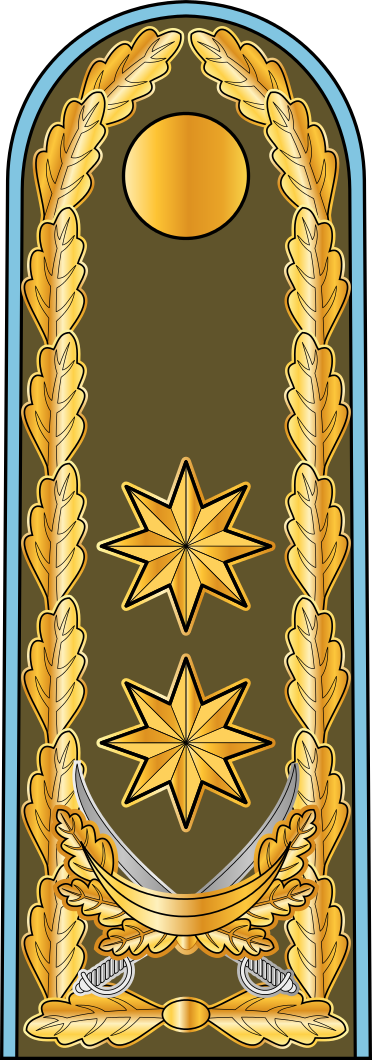
Ázerbájdžán: letectvo

### Bahrajn
V Bahrajnu je hodnost generálporučík používána u armády, letectva a námořnictva. Nižší hodnost je generálmajor a vyšší generál. Bahrajn býval britským protektorátem a tak hodnostní systém vychází z britského vzoru.

Bahrajn: armáda
Bahrajn: námořnictvo
Bahrajn: letectvo

### Bangladéš
V Bangladéši je hodnost generálporučík používána u armády. Nižší hodnost je generálmajor a vyšší generál. Jejím ekvivalentem u námořnictva je hodnost vice-admirál, u letectva pak letecký maršál. Až do roku 2007 se jednalo o nejvyšší generálskou hodnost v této zemi. Vzhled výložek vycházel z pákistánského vzoru. Během války o nezávislost v roce 1971 byl pákistánský znak a hvězda nahrazen listem lotosu. V roce 2013 byl opuštěn pákistánský styl u generálských hodností a byl zaveden nový hodnostní systém. Na výložce se nachází shapla (rostlina z čeledi leknínovitých), který byla převzata z bangladéšského státního znaku. Pod ní se nachází jedna pecka a šavle skřížená s obuškem.

Bangladéš

### Bhútán
V Bhútánu je používána hodnost Lieutenant General u armády. Nižší hodnost je Major General a vyšší General.

Bhútán

### Brunej
V Bruneji je hodnost Lieutenant General používána u armády a letectva. Nižší hodnost je Major General a vyšší General. Jejím ekvivalentem u námořnictva je Laksamana madya. Vzhled výložek je dán dřívějším britským vlivem, který byl přizpůsoben brunejským podmínkám. Svým vzhledem se podobají malajským výložkám.

Brunej: armáda
Brunej: letectvo

### Čína
V Číně je hodnost generálporučík používána u armády a letectva. Nižší hodnost je generálmajor a vyšší generál. Jejím ekvivalentem u námořnictva je viceadmirál. Čínská armáda hodnostní systém nepoužívala vždy, vznikl až v roce 1955. V květnu 1965 v návaznosti na kulturní revoluci byly hodnosti opětovně zrušeny. Znovu byly zavedeny až v roce 1988.

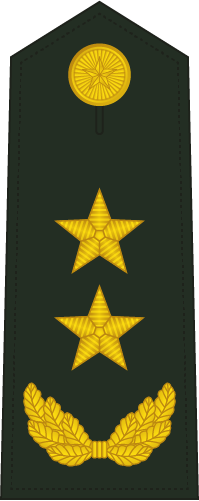
Čína: armáda
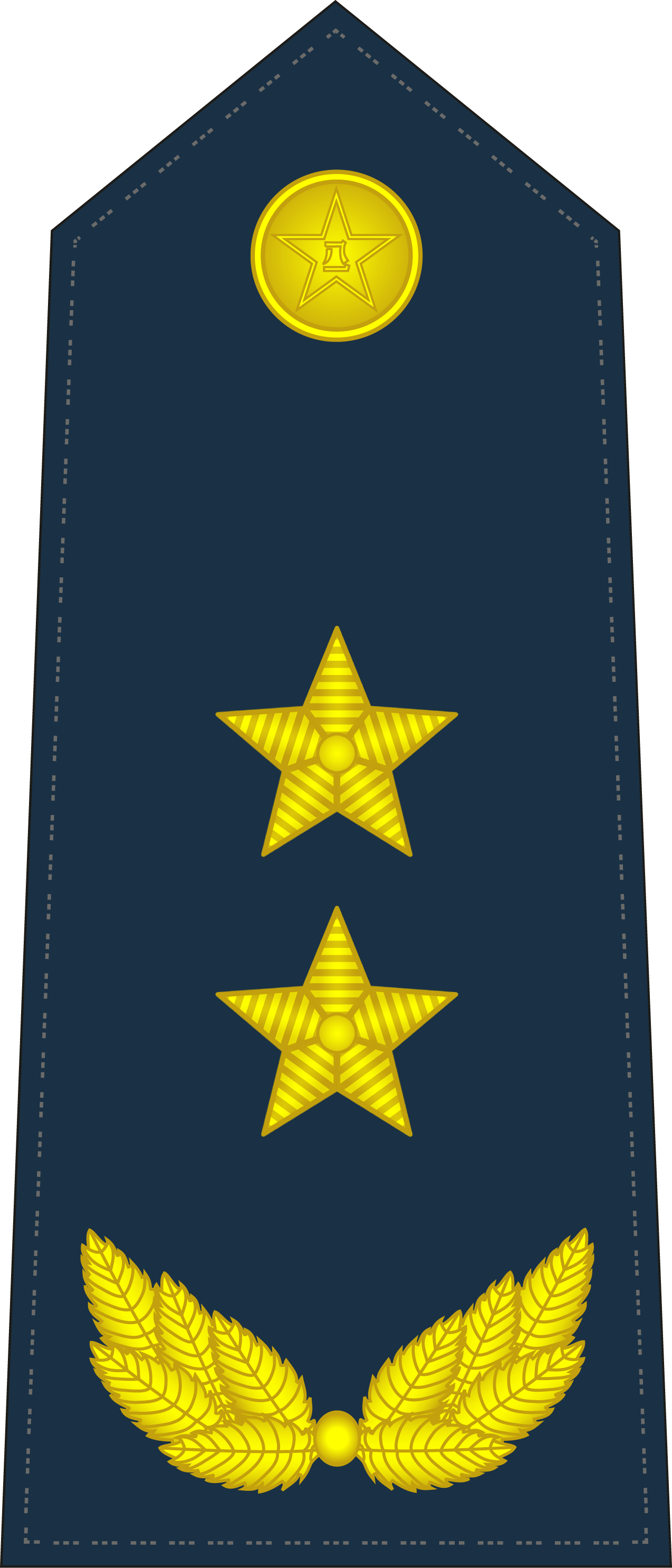
Čína: letectvo
Čína: letectvo (1955–1965)
Čína: armáda (1955–1995)
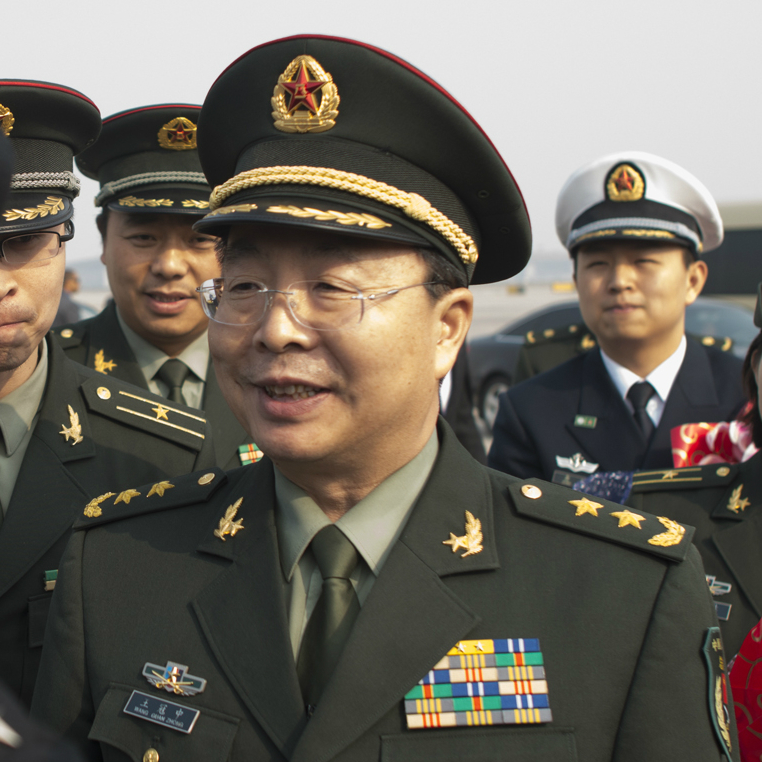
Čína: generálporučík Wang Guanzhong

### Filipíny
Na Filipínách je hodnost Teniente General používána u armády, letectva a námořní pěchoty. Nižší hodnost je General de Division a vyšší General de Ejercito nebo General de Fuerza Aerea. Jejím ekvivalentem u námořnictva je Vicealmirante. Od roku 1935 až do 50. let 20. století se používaly americké výložky přizpůsobené filipínským potřebám. V letech 1954 až 1955 došlo k filipinizaci ozbrojených sil prezidentem Ramonem Magsaysayem. V následujících letech pak došlo k další modifikaci nově přijatých filipínských výložek.

Filipíny: armáda
Filipíny: letectvo

### Gruzie
V Gruzii je hodnost generálporučík (გენერალ ლეიტენანტი) používána u armády i letectva. Nižší je hodnost generálmajor (გენერალ მაიორი) a vyšší generál (გენერალი).

Gruzie: armáda
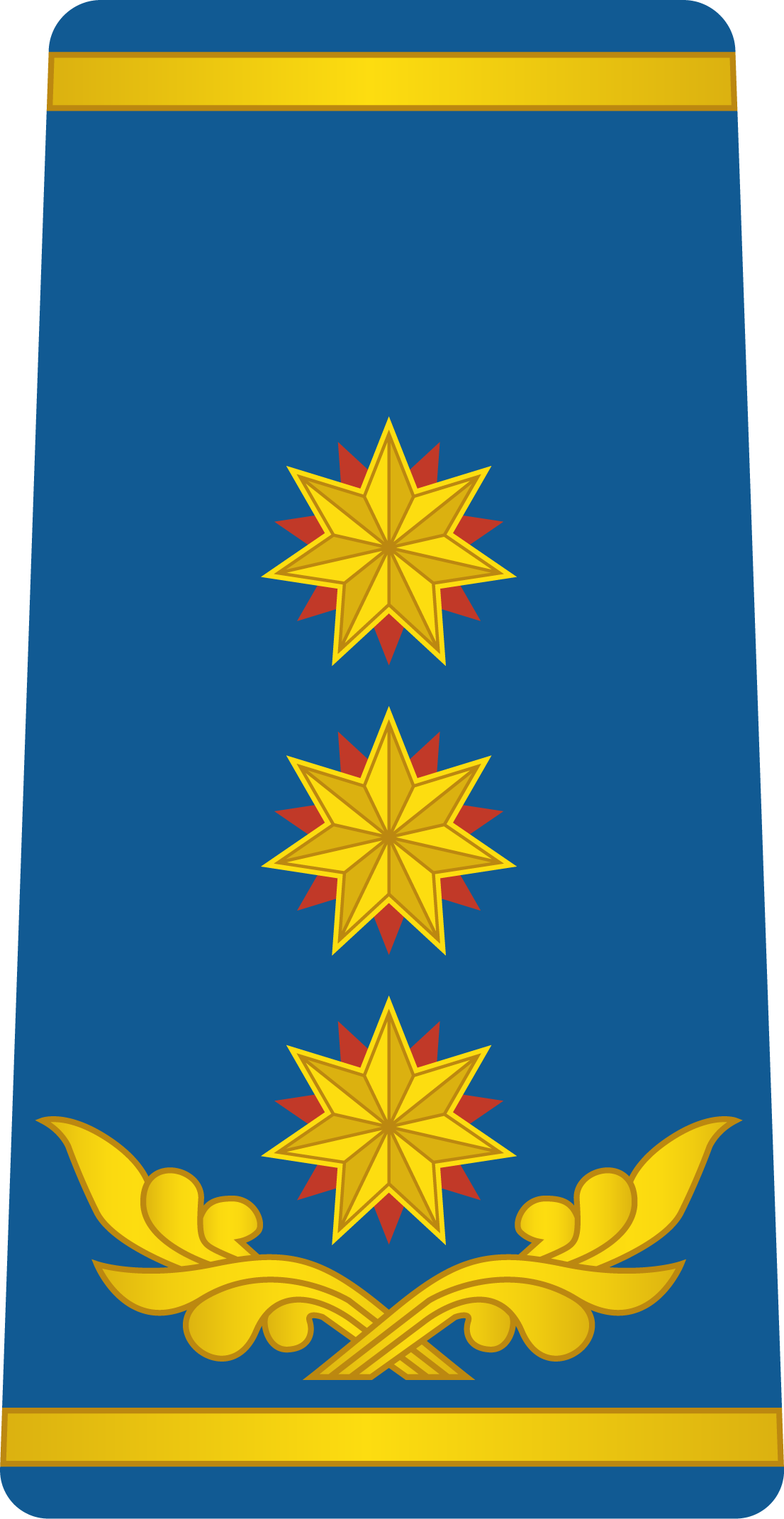
Gruzie: letectvo

### Indie
V Indii je hodnost generálporučík používána u armády. Nižší hodnost je generálmajor a vyšší generál. Jejím ekvivalentem u námořnictva je hodnost viceadmirál a u letectva letecký maršál. Hodnosti obecně korespondují se systémy používanými západními zeměmi a zejména se v nich odráží britských vliv a vliv dalších zemích Commonwelthu. Stále se užívají jak tradiční názvy, tak i názvy evropské. Do 26. ledna 1950 se využívaly britské výložky, i přes osamostatnění Indie v roce 1947. Nicméně až do 26. ledna 1950 zůstával britský král Jiří VI. vrchním velitelem indických ozbrojených sil. Po tomto datu pěticípá hvězda byla nahrazena peckou a koruna nahrazena Ašókovým lvem.

Indie
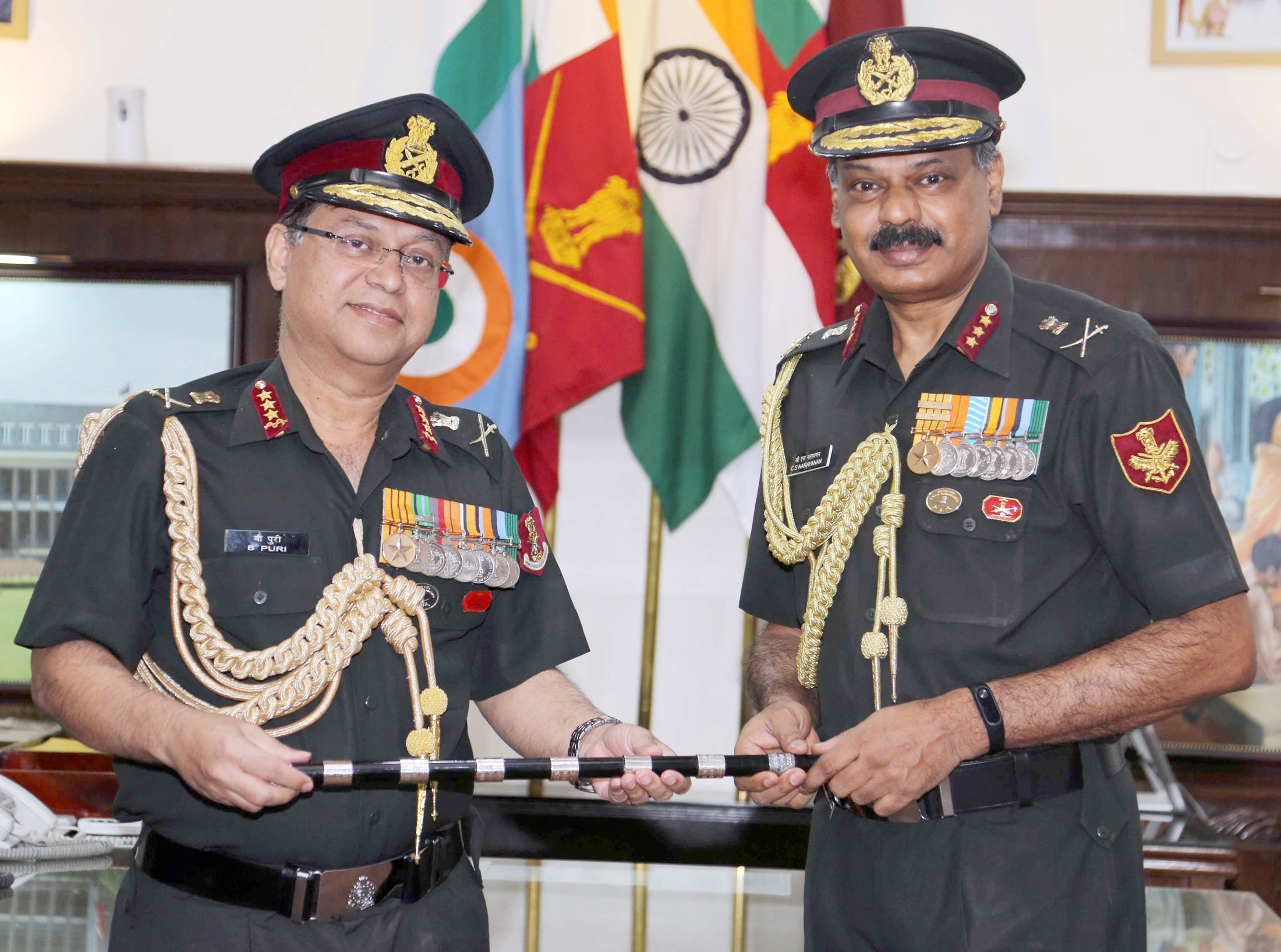
Indie: generálporučíci B. Puri a C. S. Narayanan

### Indonésie
V Indonésii je hodnost Letnan Jenderal používána u armády. Nižší hodnost je Mayor Jenderal a vyšší Jenderal. Jejím ekvivalentem u námořnictva je hodnost Laksamana Madya a Marsekal Madya u letectva. První hodnostní systém vytvořený na konci roku 1945 a používaný do roku 1957 následoval předchozích japonských zvyklostí. Již od tohoto počátku byla v hierarchii využita i hodnost generálporučíka. V hierarchii se posunul poté, co byla do systému v roce 1957 zařazena hodnost brigádního generála. Vyšší důstojníci mají na výložkách zlaté hvězdy.

Indonésie
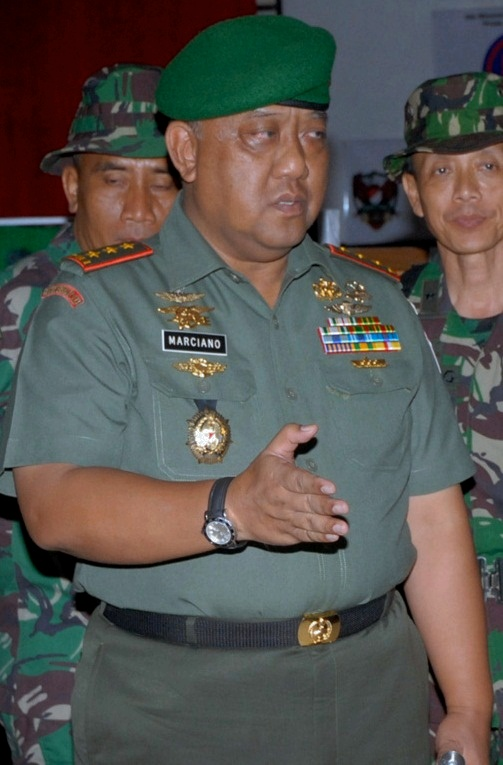
Indonésie: generálporučík M. Norman

### Írán
V Íránu je hodnost Sepahbod (سپهبد) používána u armády, letectva a protivzdušné obrany. Nižší hodností je Sarlashkar (سرلشکر) a v případě armády a letectva je vyšší hodnost Arteshbod (ارتشبد). Jejím ekvivalentem u námořnictva je hodnost Daryāsālār (česky: admirál). Ani hodnost Sepahbod ani hodnost Daryāsālār však nebyla udělena od dob Irácko-íránské války.

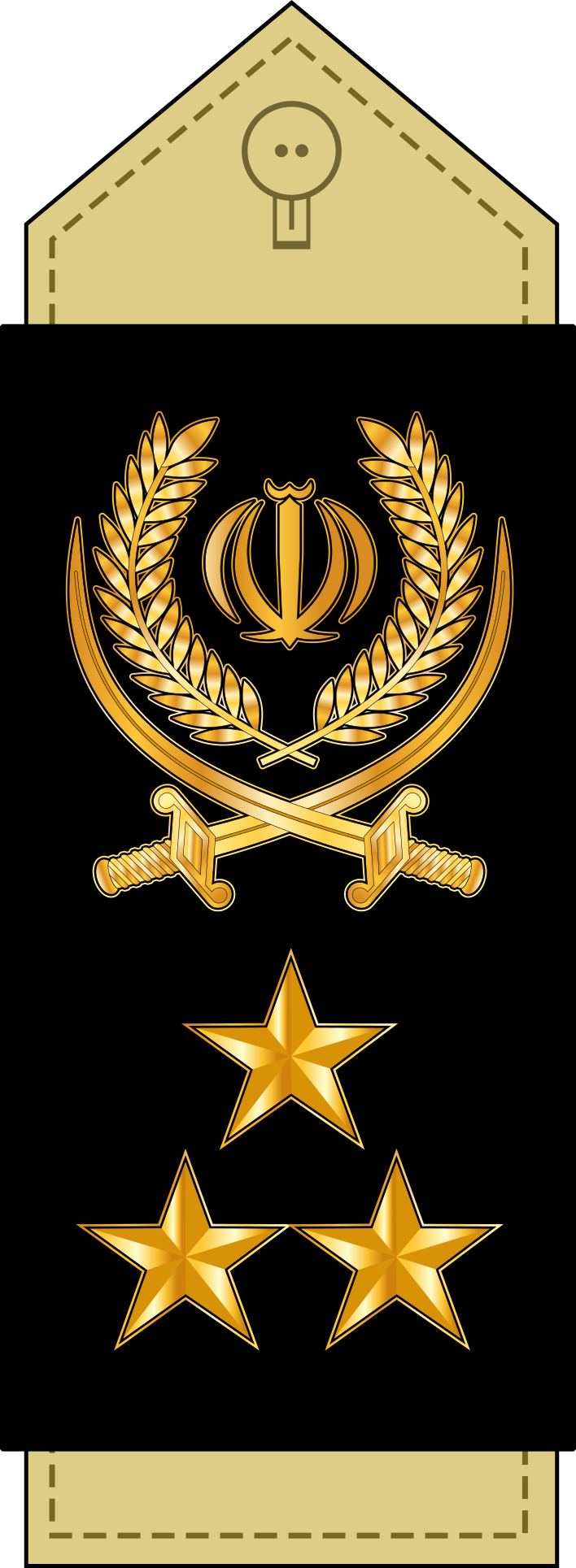
Írán: armáda
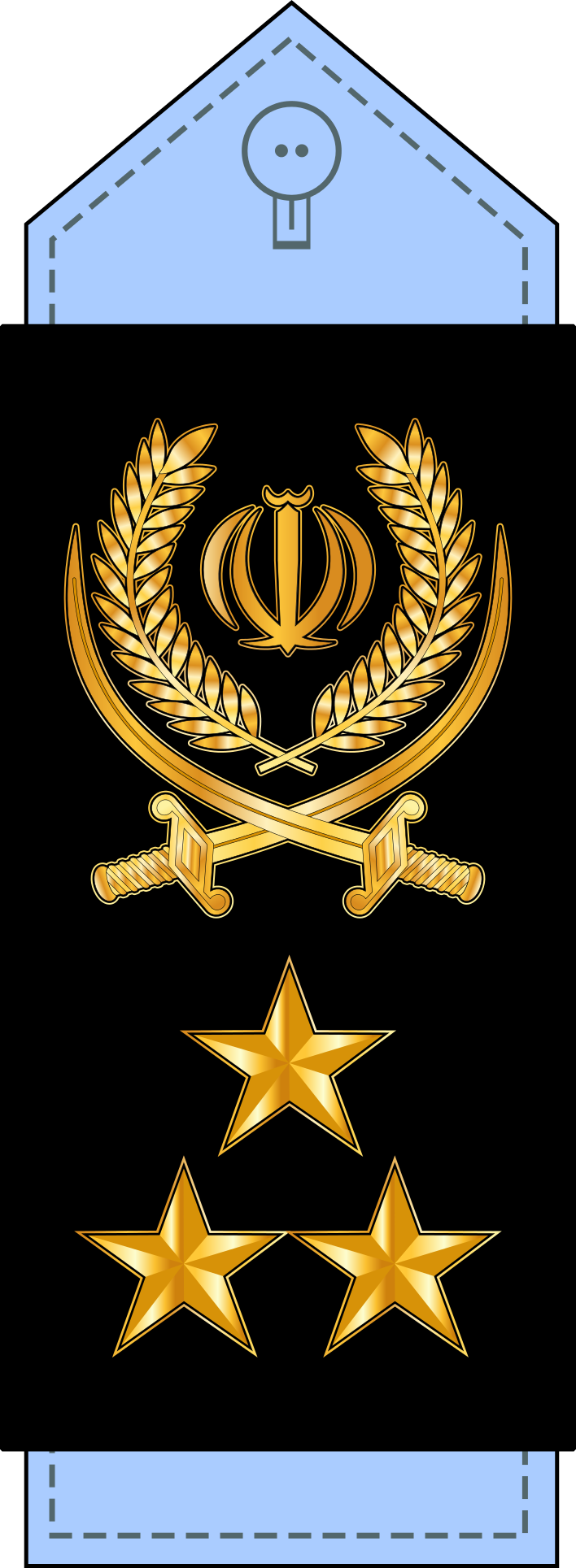
Írán: letectvo
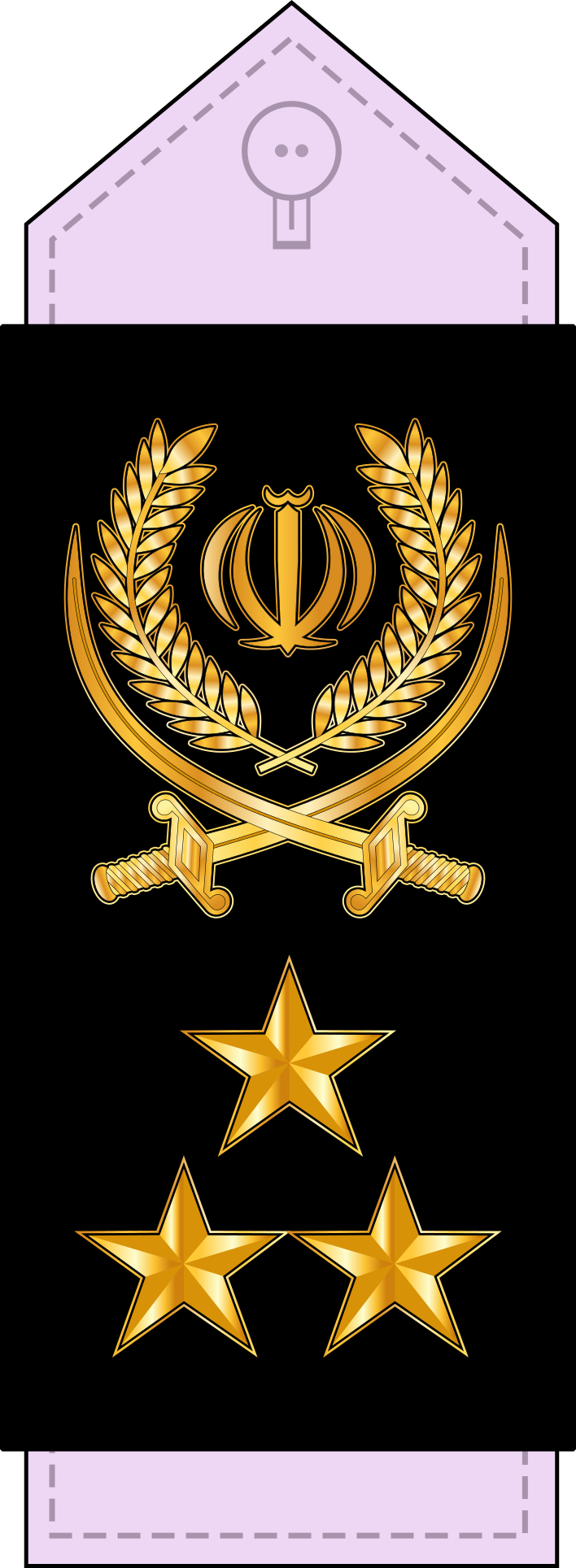
Írán: protivzdušná obrana

### Irák
V Iráku se hodnost generálporučík používá u armády a letectva. Nižší hodnost je generálmajor a vyšší generál. Jejím ekvivalentem u námořnictva je viceadmirál. Na výložkách generálporučíka jsou zkřížené meče, nad nimi umístěná hvězda a nad ní republikánský orel.

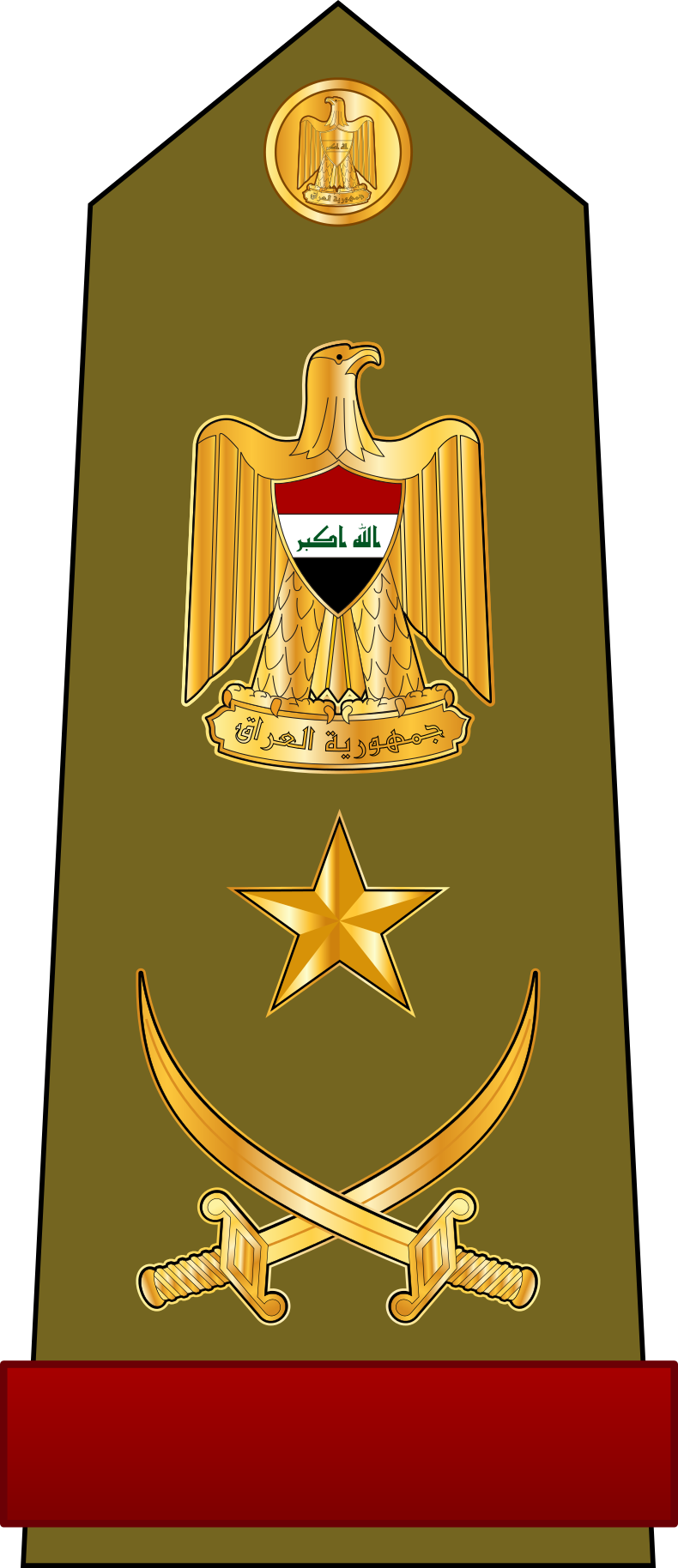
Irák: armáda
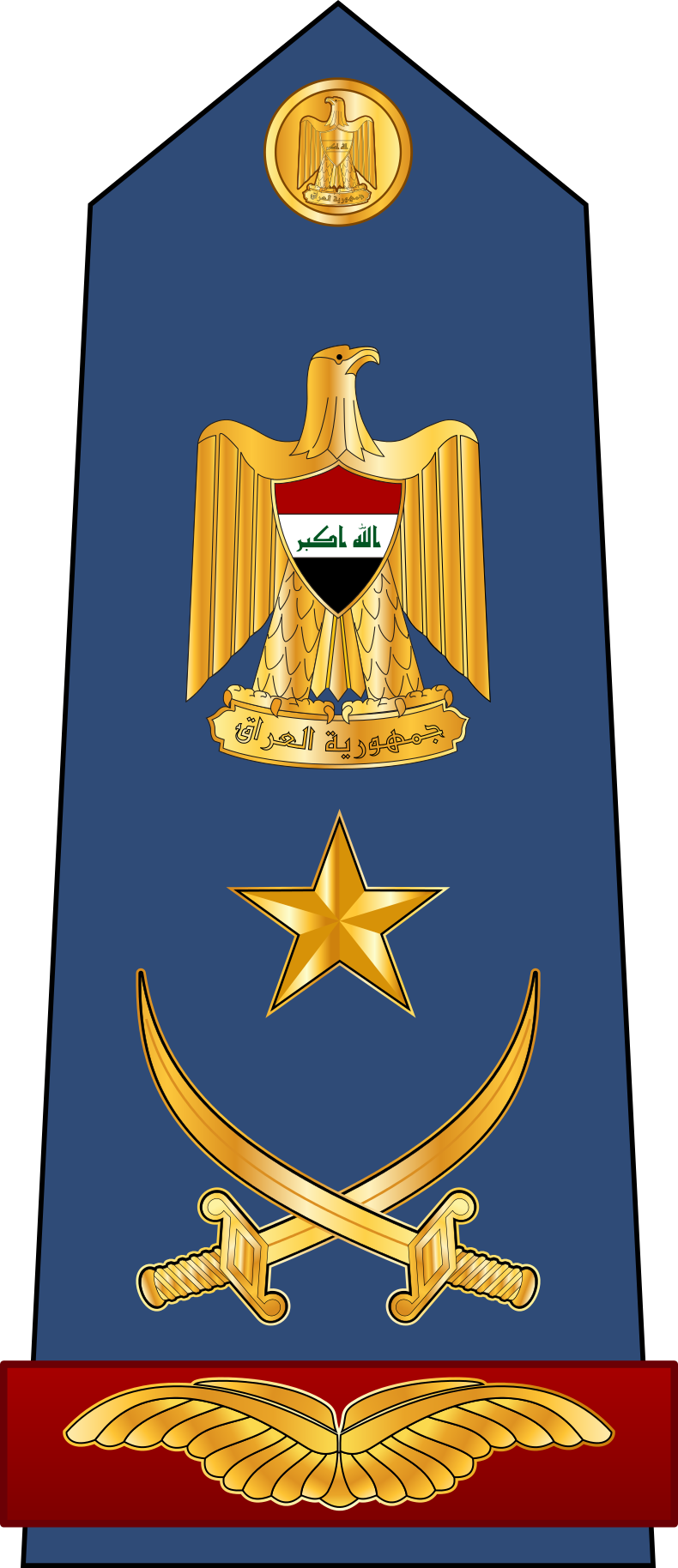
Irák: letectvo

### Japonsko
V Japonsku je hodnost rikušō používána u armády. Nižší hodnost je rikušōho. Jejím ekvivalentem u námořnictva je kaišō a u letectva kūšō. Pěticípé hvězdy na výložkách symbolizují třešňové květy.

Japonsko

### Jemen
V Jemenu se hodnost generálporučík používá u armády a letectva. Nižší hodnost je generálmajor a vyšší generál. U námořnictva se takto vysoká hodnost nepoužívá. Hodnostní systém i vzhled výložek vychází z britského vzoru.

Jemen: armáda
Jemen: letectvo

### Jižní Korea
V Jižní Koreji se hodnost jungjang používá u armády, letectva, námořnictva a námořní pěchoty. Nižší hodnost je sojang a vyšší daejang. Hodnostní systém a vzhled výložek vychází z amerického a britského vzoru.

Jižní Korea: armáda
Jižní Korea: námořní pěchota
Jižní Korea: letectvo
Jižní Korea: námořnictvo
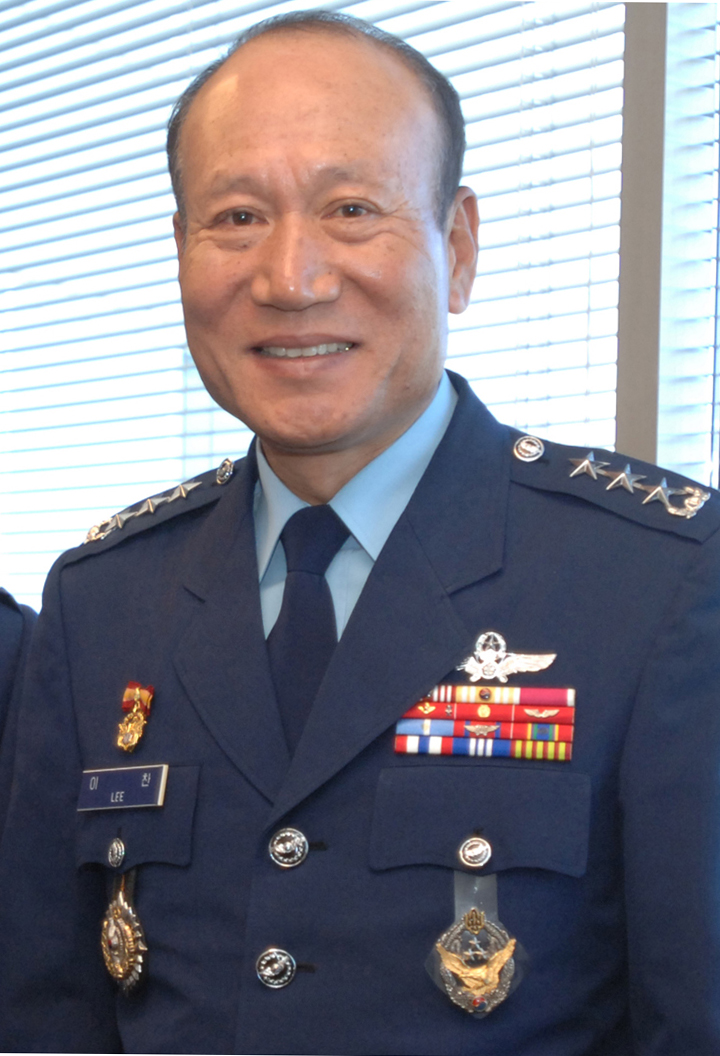
Jižní Korea: generálporučík Chan Lee

### Jordánsko
V Jordánsku je hodnost generálporučík používána u armády, letectva i u námořnictva. Nižší hodnost je generálmajor a vyšší generál. Jordánsko bývalo britským protektorátem a tak hodnostní systém vychází z britského vzoru, ale vzhled výložek se od své předlohy značně liší.

Jordánsko: armáda
Jordánsko: letectvo

### Kambodža
V Kambodži je hodnost generálporučík používána u armády a letectva. Nižší hodnost je generálmajor a vyšší generál. Jejím ekvivalentem u námořnictva je viceadmirál. Kambodža bývala francouzským dominiem a tak i hodnostní systém vychází z francouzského vzoru. V letech 1979 až 1993 byl používán systém založený na sovětském vzoru.

Kambodža: armáda
Kambodža: letectvo

### Katar
V Kataru je hodnost generálporučík používána u armády a letectva. Nižší hodnost je generálmajor a vyšší generál. Jejím ekvivalentem u námořnictva je viceadmirál. Katar býval britským protektorátem a tak hodnostní systém i vzhled výložek vychází z britského vzoru.

Katar: armáda
Katar: letectvo

### Kazachstán
V Kazachstánu je hodnost general-leytenant používána armádou a letectvem. Tato hodnost je však v tomto státě považována za ekvivalent hodnosti OF-7 dle standardu NATO (tedy za hodnost generálmajora). Jejím ekvivalentem u námořnictva je hodnost vice-admiral. Nižší hodnost je general-major a vyšší general-polkvnik. Kazachstán býval součástí Sovětského svazu a tak hodnostní systém i vzhled výložek vychází z ruského vzoru.

Kazachstán: armáda
Kazachstán: letectvo

### Kuvajt
V Kuvajtu je hodnost generálporučík používána u armády a letectva. Nižší hodnost je generálmajor a vyšší generál. Jejím ekvivalentem u námořnictva je viceadmirál. Kuvajt býval britským protektorátem a tak hodnostní systém i vzhled výložek vychází z britského vzoru

Kuvajt: armáda
Kuvajt: letectvo

### Kyrgyzstán
V Kyrgyzstánu je hodnost general-lejtenant používána armádou a letectvem. Tato hodnost je však v tomto státě považována za ekvivalent hodnosti OF-7 dle standardu NATO (tedy za hodnost generálmajora). Nižší hodnost je general-major a vyšší general-polkovnik. Kyrgyzstán býval součástí Sovětského svazu a tak hodnostní systém i vzhled výložek vychází z ruského vzoru.

Kyrgyzstán: armáda
Kyrgyzstán: letectvo

### Laos
V Laosu je hodnost generálporučík používána všemi složkami ozbrojených sil. Nižší hodnost je generálmajor a vyšší generál. Laos býval francouzským dominiem a tak i hodnostní systém vychází z francouzského vzoru. Vzhled výložek byl silně ovlivněn sovětským vzorem, i když se v některých detailech liší.

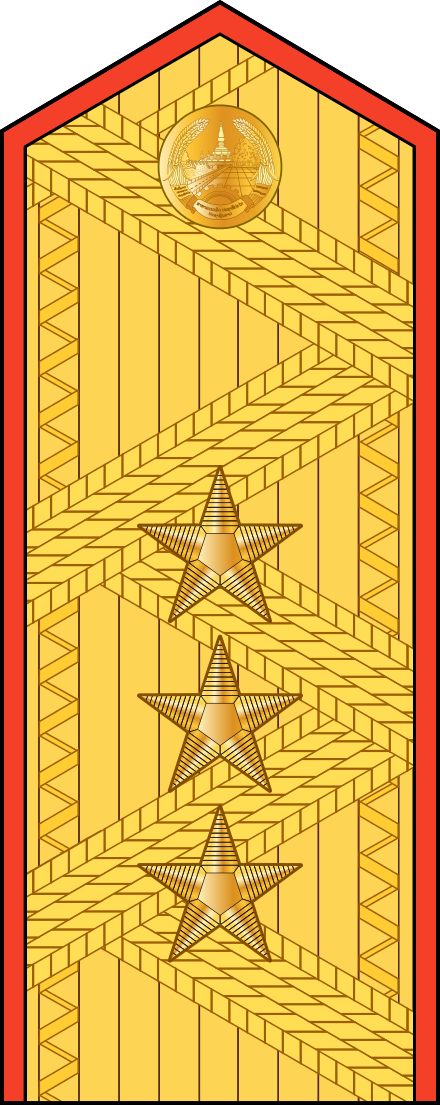
Laos: armáda
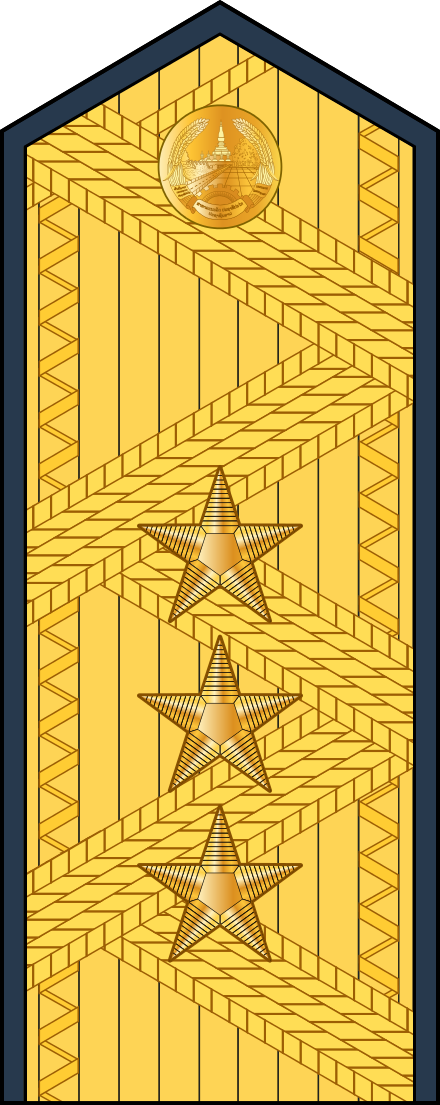
Laos: námořnictvo
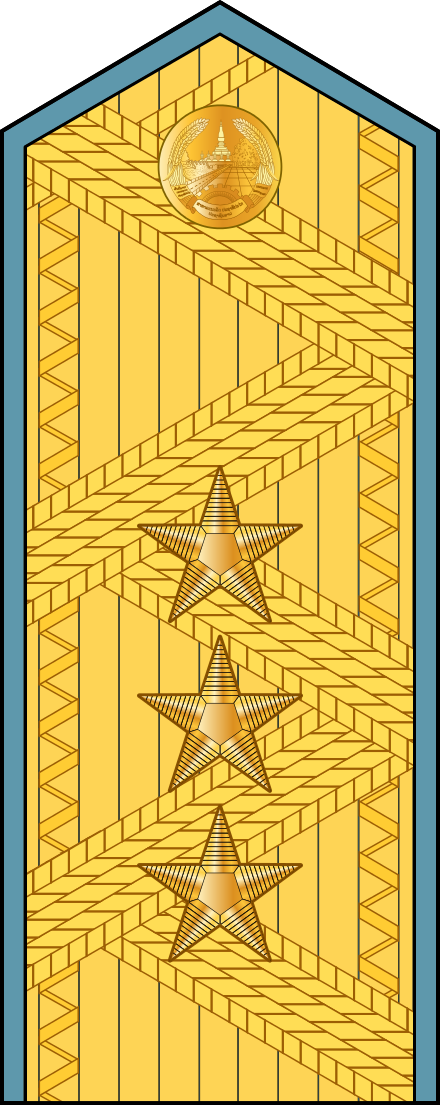
Laos: letectvo

### Libanon
V Libanonu je hodnost generálporučík používána armádou a letectvem a je nejvyšší hodností udělovanou v této zemi. Nižší hodnost je generálmajor. Jejím ekvivalentem u námořnictva je admirál flotily. Hodnostní systém i vzhled výložek vychází z francouzského vzoru.

Libanon

### Malajsie
V Malajsii je hodnost Letnan Jenderal používána u armády a letectva. Nižší hodnost je Mayor Jenderal a vyšší Jenderal. Jejím ekvivalentem je u námořnictva Laksamana Madya. 

Malajsie: armáda
Malajsie: letectvo

### Maledivy
Na Maledivách je používána hodnost Lieutenant General. Nižší hodnost je Major General a vyšší General. U námořnictva se takto vysoká hodnost nepoužívá. Hodnostní systém i vzhled výložek vychází z britského a amerického vzoru.

Maledivy

### Mongolsko
V Mongolsku je hodnost generálporučík (Дэслэгч генерал) používána u armády. Nižší hodnost je generálmajor (Хошууч генерал) a vyšší generál (генерал). V roce 2006 byl do hodnostního systému zařazen brigádní generál a naopak zrušena hodnost armádní generál. V roce 2017 byl na výložkách nekonečný uzel nahrazen pěticípou hvězdou. V letech 1927 až 1944 se hodnostní systém podobal sovětskému, měl ale některé specifické prvky. Výložky se nosily na límci a na rukávech. V letech 1944 až 1992 pak systém zcela kopíroval sovětský vzor pouze s minimálními odchylkami.

Mongolsko: parádní uniforma
Mongolsko: služební uniforma
Mongolsko: služební uniforma (1992–2017)

### Myanmar
V Myanmaru je hodnost generálporučík (ဒုတိယ ဗိုလ်ချုပ်ကြီ) používána u armády a letectva. Nižší hodností je generálmajor (ဗိုလ်ချုပ်) a vyšší generál (ဗိုလ်ချုပ်ကြီး). Jejím ekvivalentem u námořnictva je viceadmirál (ဒုတိယ ဗိုလ်ချုပ်ကြီး). Myanmar býval britskou kolonií a tak hodnostní systém i vzhled výložek vychází z britského vzoru.

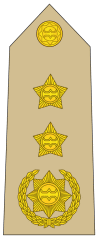
Myanmar: armáda
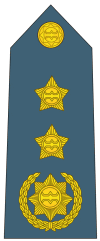
Myanmar: letectvo

### Nepál
V Nepálu se hodnost generálporučík (रथी) používá u armády. Nižší hodnost je generálmajor (रथी) a vyšší armádní generál (महारथी (प्रधानसेनापती)).

Nepál

### Omán
V Ománu je hodnost generálporučík používána u armády a letectva. Nižší hodnost je generálmajor a vyšší generál. Jejím ekvivalentem u námořnictva je viceadmirál. Omán býval britským protektorátem a tak hodnostní systém vychází z britského vzoru.

Omán: armáda
Omán: letectvo

### Pákistán
V Pákistánu je hodnost generálporučík používána u armády. Nižší hodnost je generálmajor a vyšší generál. Jejím ekvivalentem u námořnictva je viceadmirál a u letectva letecký maršál. Pákistánský hodnostní systém vychází z britského, od které se však zejména hodnostní struktura a vzhled výložek u nedůstojnických hodností liší.

Pákistán
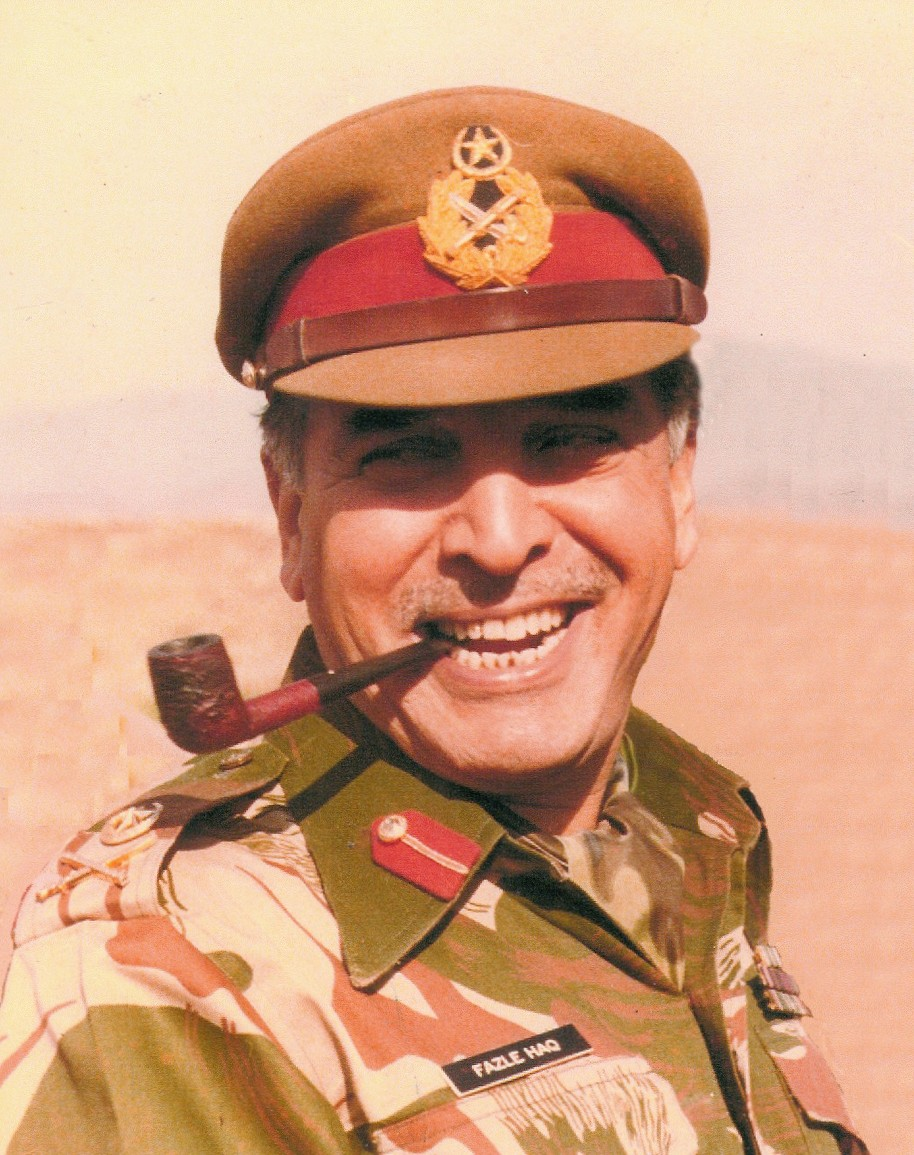
Pákistán: generálporučík F. Haq

### Saúdská Arábie
V Saúdské Arábii je hodnost generálporučík používána u armády a letectva. Nižší hodnost je generálmajor a vyšší generál. Jejím ekvivalentem u námořnictva je viceadmirál. Vzhled výložek byl ovlivněn jak Brity tak Američany.

Saúdská Arábie: armáda
Saúdská Arábie: letectvo

### Severní Korea
V Severní Koreji je hodnost chungjang používána u armády, letectva a námořnictva. Nižší hodností je sojang a vyšší sangjang. Zde je ovšem tato hodnost považována za ekvivalent hodnosti OF-7 dle standardu NATO (tedy za hodnost generálmajora). Hodnostní systém vychází ze sovětského vzoru.

Severní Korea: armáda
Severní Korea: letectvo
Severní Korea: námořnictvo

### Spojené arabské emiráty
Ve Spojených arabských emirátech je hodnost generálporučík používána u armády, letectva i námořnictva. Nižší hodnost je generálmajor a vyšší generál. Spojené arabské emiráty bývaly britským protektorátem a tak hodnostní systém i vzhled výložek vychází z britského vzoru

SAE: armáda
SAE: námořnictvo
SAE: letectvo

### Srí Lanka
Na Srí Lance je hodnost generálporučík používána v armádě. Nižší je hodnost generálmajor a vyšší generál. Jejím ekvivalentem u námořnictva je viceadmirál a u letectva letecký maršál. Hodnostní systém a vzhled insignií je v obecné rovině podobný západním systémům či systémům jiných států Commonwealthu.

Srí Lanka

### Sýrie
V Sýrii je hodnost generálporučík používána u armády a letectva. Nižší hodnost je generálmajor a vyšší generál. Jejím ekvivalentem u námořnictva je viceadmirál. Hodnostní systém vychází z francouzského vzoru, avšak výložky byly výrazně ovlivněny také britským vzorem.

Sýrie: armáda
Sýrie: letectvo

### Tádžikistán
V Tádžikistánu je hodnost general-leytenant používána u armády a letectva, je ovšem v tomto státě považována za ekvivalent hodnosti OF-7 dle standardu NATO (tedy za hodnost generálmajor). Nižší hodnost je general major a vyšší general-polkovnik. Tádžikistán býval součástí Sovětského svazu proto hodnostní systém i vzhled výložek vychází z ruského vzoru.

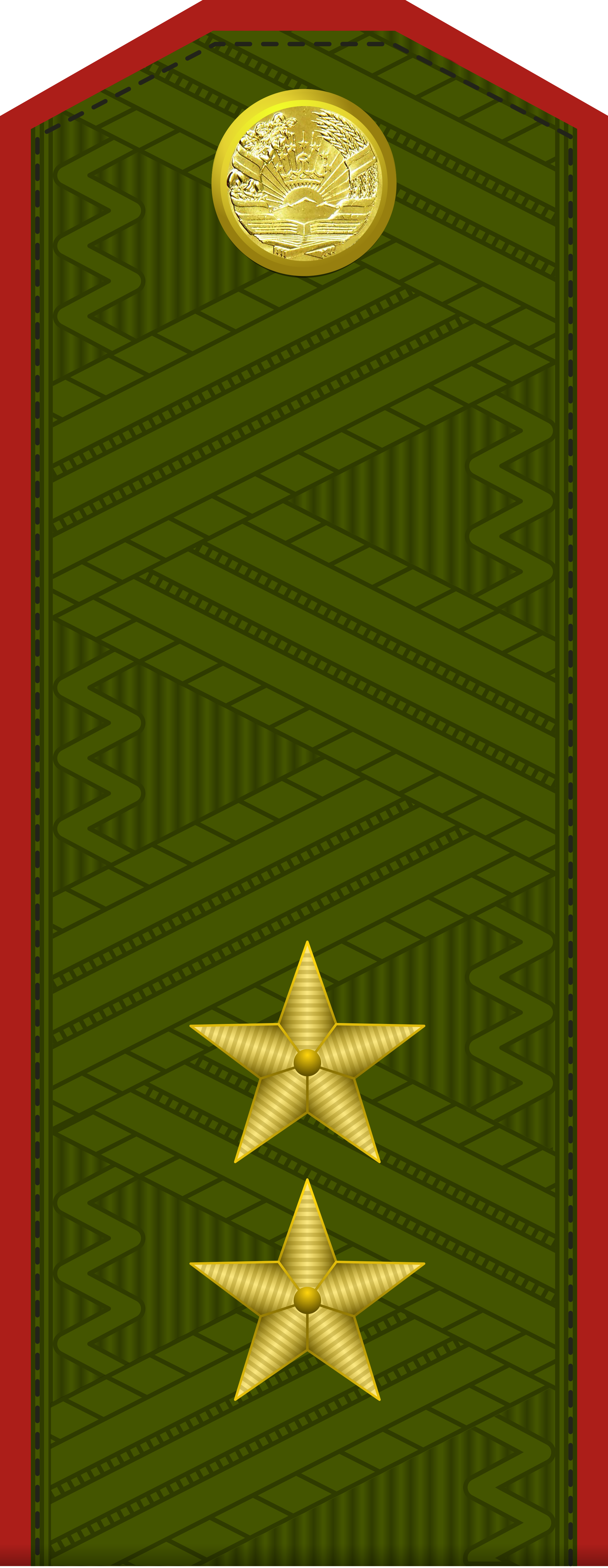
Tádžikistán: armáda
Tádžikistán: letectvo

### Thajsko
V Thajsku se hodnost generálporučík používá u armády. Nižší hodnost je generálmajor a vyšší generál. Jejím ekvivalentem u námořnictva je viceadmirál a u letectva letecký maršál.

Thajsko

### Turkmenistán
V Turkmenistánu je hodnost general-leytenant používána armádou a letectvem. Tato hodnost je však v tomto státě považována za ekvivalent hodnosti OF-7 dle standardu NATO (tedy za hodnost generálmajora). Jejím ekvivalentem u námořnictva je hodnost vice-admiral. Nižší hodnost je general-major a vyšší general-polkovnik. Turkmenistán býval součástí Sovětského svazu a tak i hodnostní systém i vzhled výložek vychází z ruského vzoru.

Turkmenistán: armáda
Turkmenistán: letectvo

### Uzbekistán
V Uzbekistánu je hodnost general-leytenant používána u armády a letectva, je ovšem v tomto státě považována za ekvivalent hodnosti OF-7 dle standardu NATO (tedy za hodnost generálmajora). Nižší hodnost je General-mayor a vyšší general-polkovnik. U námořnictva se takto vysoká hodnost nepoužívá. Uzbekistán býval součástí Sovětského svazu proto hodnostní systém i vzhled výložek vychází z ruského vzoru.

Uzbekistán: armáda
Uzbekistán: letectvo

### Vietnam
Ve Vietnamu je hodnost generálporučík (Trung tướng) používána u armády, letectva a pohraniční stráže. Nižší hodnost je generálmajor (Thiếu tướng) a u armády a letectva je vyšší hodností generálplukovník (Thượng tướng). Jejím ekvivalentem u námořnictva je viceadmirál (Phó Đô đốc). Generálské hodnosti mají zlaté nárameníky se zlatým znakem a hvězdami. U pohraniční stráže je pozadí tmavě zelené lemované červenou.

### Východní Timor
Ve Východním Timoru je hodnost Lieutenant General používána u armády. Nižší hodnost je Major General a vyšší General. U námořnictva tato hodnost není používána, nejvyšší udílenou hodností tak je Capitão-tenente. Východní Timor býval portugalskou kolonií a tak hodnostní systém vychází z portugalského vzoru.

Východní Timor

## Oceánie

### Austrálie
V Austrálii je hodnost Lieutenant general (LTGEN) používána u armády. Nižší hodnost je Major general a vyšší General. Ostatní složky ozbrojených sil mají pro hodnost vlastní označení. Jejím ekvivalentem u námořnictva je hodnost vice admiral a u letectva hodnost air marshal. Jedná se o druhou nejvyšší hodnost v této zemi. Hodnostní systém i vzhled výložek vychází z britského vzoru. Na výložce generálporučíka se nachází stuha s nápisem Australia, mamlúcký meč zkřížený s důstojnickou holí a koruna svatého Eduarda.

Austrálie
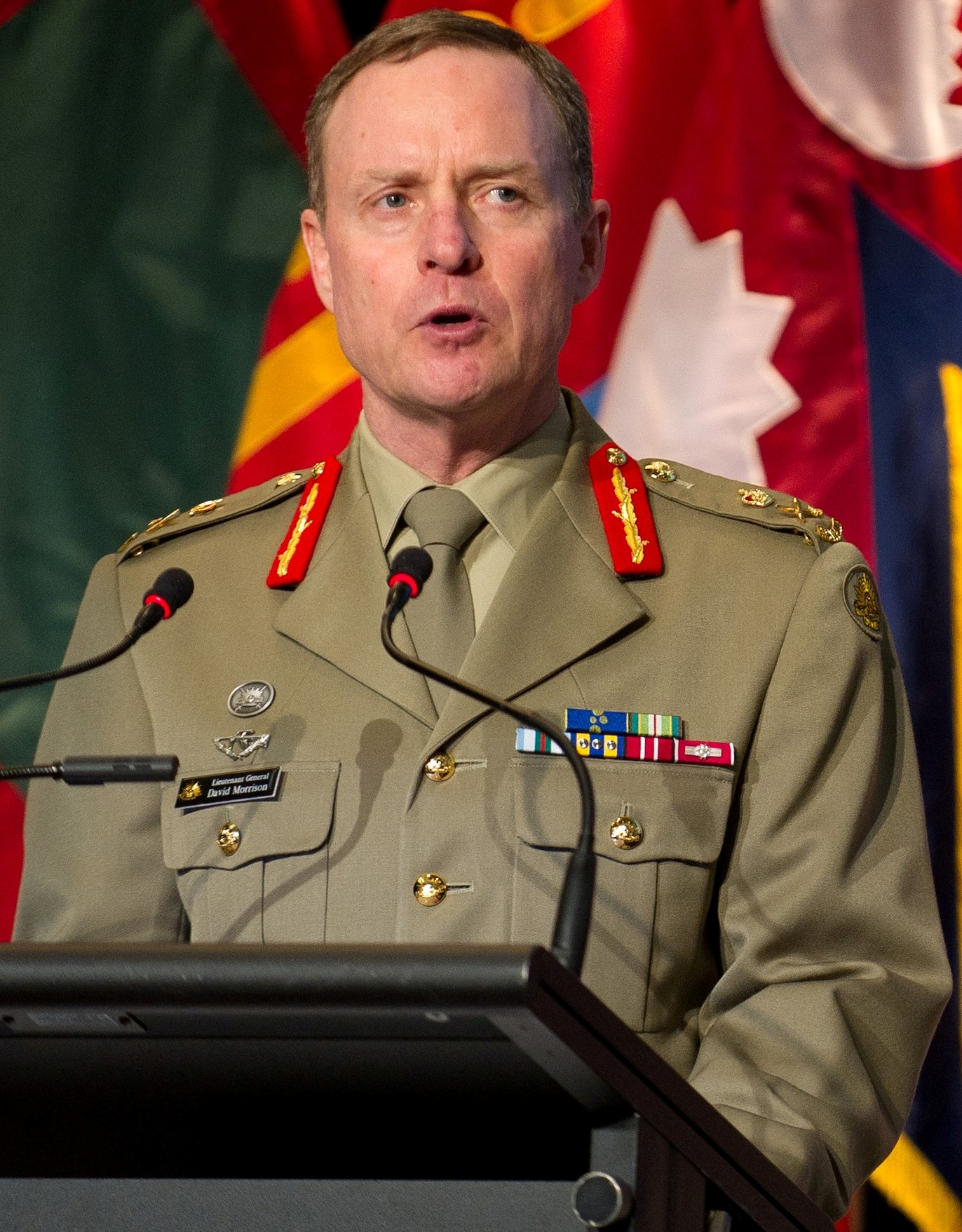
Austrálie: Lieutenant General D. Morrison

### Fidži
Na Fidži se takto vysoká hodnost nepoužívá, nejvyšší používanou hodností je Major General.

### Nový Zéland
Na Novém Zélandu je hodnost Lieutenant-general (LTGEN) používána u armády. Nižší hodnost je Major general (MAJGEN) a vyšší Field Marshal. Ostatní složky ozbrojených sil mají svá vlastní označení. U letectva je používána hodnost air marshal a u námořnictva pak hodnost vice admiral. Hodnostní systém i vzhled výložek vychází z britského vzoru.

Nový Zéland

### Papua Nová Guinea
V Papui Nové Guineji se takto vysoká hodnost nepoužívá, nejvyšší používanou hodností je Major General

### Tonga
Na Tonze se tato hodnost nepoužívá, nejvyšší hodností je zde Brigadier General.

## Afrika

### Alžírsko
V Alžírsku je hodnost generálporučík používána armádou a letectvem a je nejvyšší hodností udělovanou v této zemi. Nižší hodnost je generálmajor a vyšší generálporučík. Jejím ekvivalentem u námořnictva je hodnost viceadmirál. Ke změně vzhledu výložek došlo v roce 2002.

Alžírsko

### Benin
V Beninu se tato hodnost nepoužívá, nejvyšší hodností je zde brigádní generál.

### Botswana
V Botswaně je hodnost Lieutenant General používána u armády a je nejvyšší udělovanou hodností v této zemi. U letectva tato hodnost neexistuje, nejvyšší hodností je zde Brigadier. Nižší hodnost je Major General. Hodnostní systém i vzhled výložek vychází z britského vzoru.

Botswana

### Burundi, Čad
V Burundi ani v Čadu se takto vysoká hodnost neuděluje.

### Demokratická republika Kongo
V Demokratické republice Kongo je hodnost generálporučík používána u armády a letectva. Nižší hodnost je generálmajor a vyšší generál. Jejím ekvivalentem u námořnictva je viceadmirál. Demokratická republika Kongo bývala belgickou kolonií a tak hodnostní systém i vzhled výložek vychází z belgického vzoru.

Demokratická republika Kongo: armáda
Demokratická republika Kongo: letectvo

### Džibuti
V Džibuti se tato hodnost nepoužívá, nejvyšší hodností je zde divizní generál.

### Egypt
V Egyptě je hodnost generálporučík používána u armády. Nižší hodnost je generálmajor a vyšší generálplukovník. Jejím ekvivalentem u letectva je letecký maršál. Vzhled egyptských armádních výložek byl změněn po revoluci a pádu monarchie v roce 1952. V roce 1958 byla koruna nahrazena Saladinovým orlem (novým egyptským státním znakem) a turecko-egyptské hodnosti byly změněny na arabské.

Egypt

### Eritrea
V Eritreji se tato hodnost nepoužívá, nejvyšší hodností je zde generálmajor.

### Etiopie
V Etiopii je hodnost generálporučík používána u armády a letectva. Nižší hodnost je generálmajor a vyšší generál, ale pouze u armády, u letectva takto vysoká hodnost udělována není..

Etiopie: armáda
Etiopie: letectvo

### Gambie
V Gambii je hodnost generálporučík u armády. Nižší hodnost je generálmajor a vyšší generál. Hodnostní systém i vzhled výložek vychází z britského vzoru.

Gambie

### Ghana
V Ghaně je hodnost generálporučík používána v armádě. Nižší hodnost je generálmajor a vyšší generál. Jejím ekvivalentem u námořnictva je viceadmirál a u letectva letecký maršál. Hodnostní systém i vzhled výložek vychází z britského vzoru.

Ghana

### Guinea–Bissau
V Guinea-Bissau se takto vysoká hodnost nepoužívá, nejvyšší hodností v této zemi je brigádní generál.

### Jihoafrická republika
V Jihoafrické republice je hodnost Major general používán u armády a letectva. Nižší hodnost je Brigadier general a vyšší Lieutenant general. Jejím ekvivalentem u námořnictva je Rear admiral. Hodnostní systém i vzhled výložek vychází z britského vzoru. Během let se názvy hodností i vzhled výložek měnily. V roce 2002 byl přijat zcela nový vzhled výložek, ale názvy hodností byly zachovány.

Jihoafrická republika: armáda
Jihoafrická republika: letectvo
Jihoafrická republika: armáda (1961–1994)

### Keňa
V Keni je hodnost Lieutenant general používána u armády a letectva. Nižší hodnost je Major general a vyšší je General. Jejím ekvivalentem u námořnictva je hodnost Vice Admiral. Hodnostní systém i vzhled výložek vychází z britského vzoru, zejména ze systému britské armády. Systém používaný britským letectvem a námořnictvem není v Keni používán.

### Komory
Na Komorách se takto vysoká hodnost nepoužívá, nejvyšší hodností zde je divizní generál.

### Libérie
V Libérii je hodnost Lieutenant general používána u armády. Nižší hodnost je Major general a vyšší General. U námořnictva takto vysoká hodnost používána není, nejvyšší hodností zde je Captain. Hodnostní systém i vzhled výložek vychází z amerického vzoru.

### Libye
V Libyi je hodnost generálporučík (arabsky: Fariq) používána u armády a letectva a je nejvyšší udělovaná hodnost v této zemi. Nižší hodnost je generálmajor (arabsky: Liwaa'). Jejím ekvivalentem u námořnictva je Rear Admiral. Vzhled i hodnostní systém je inspirován britským vzorem.

Libye

### Malawi
V Malawi je hodnost generálporučík používána jak u armády tak u letectva. Nižší hodnost je generálmajor a vyšší generál. Hodnostní systém i vzhled výložek vychází z britského vzoru.

### Mali
V Mali se takto vysoká hodnost nepoužívá, nejvyšší hodností zde je divizní generál.

### Mauretánie
V Mauretánii se takto vysoká hodnost nepoužívá, nejvyšší hodností zde je divizní generál.

### Mosambik
V Mosambiku se hodnost Teniente General používá u armády a letectva. Nižší hodnost je Major General a vyšší Coronel General. Jejím ekvivalentem u námořnictva je Vice-almirante. Zde však hodnost Major General odpovídá podle standardů NATO stupni OF-7, nikoliv standardnímu stupni OF-87. Mosambik býval portugalskou kolonií a tak hodnostní systém i vzhled výložek vychází z portugalského vzoru. Za vlády Samora Moisese Machela byl krátce zaveden systém sovětského stylu. Brzy po jeho smrti se však systém vrátil k dřívějšímu stylu ovlivněnému Portugalskem.

Mosambik: armáda
Mosambik: letectvo

### Namibie
V Namibii je hodnost generálporučík používána u armády. Nižší hodnost je generálmajor a vyšší generál. U námořnictva ani letectva takto vysoká hodnost používána není, u obou složek je nejvyšší hodností generálmajor. Hodnostní systém i vzhled výložek vychází z britského a jihoafrického vzoru.

Namibie

### Niger
V Nigeru se takto vysoká hodnost nepoužívá, nejvyšší hodností je zde plukovník.

### Nigérie
V Nigérii je hodnost generálporučík používána u armády. Nižší hodnost je generálmajor a vyšší generál. Jejím ekvivalentem u námořnictva je viceadmirál a u letectva letecký maršál. Hodnostní systém i vzhled výložek vychází z britského vzoru.

Nigérie

### Rovníková Guinea
V Rovníkové Guineji se takto vysoká hodnost nepoužívá, nejvyšší hodností je zde divizní generál.

### Rwanda
Ve Rwandě se hodnost Lieutenant général používá u armády a letectva. Nižší hodnost je Général-major a vyšší Général. Rwanda původně používala belgický hodnostní systém, později ale přijala britský vzor jak ve vzhledu tak v hodnostech.

Rwanda: armáda
Rwanda: letectvo

### Senegal
V Senegalu se takto vysoká hodnost nepoužívá, nejvyšší hodností je zde divizní generál.

### Seychely
Na Seychelách se takto vysoká hodnost nepoužívá.

### Sierra Leone
V Sierra Leone je hodnost Lieutenant General používána armádou. Nižší hodnost je Major general a vyšší General. U námořnictva se takto vysoká hodnost nepoužívá. Sierra Leone bývala britskou kolonií a tak hodnostní systém i vzhled výložek vychází z britského vzoru.

### Somálsko
V Somálsku se takto vysoká hodnost nepoužívá, nejvyšší hodností je zde generálmajor.

### Súdán
V Súdánu je hodnost Fariq používána u armády, letectva a námořnictva. Nižší hodnost je Liwaa' a vyšší Fariq awwal.

Súdán: armáda
Súdán: námořnictvo
Súdán: letectvo

### Tanzanie
V Tanzanii je hodnost Luteni Jenerali používána u armády a Lieutenant General u letectva. Nižší hodnost je Meja Jenerali a vyšší Jenerali. Hodnostní systém i vzhled výložek vychází z britského vzoru. 

Tanzanie: armáda
Tanzanie: letectvo

### Togo
V Togu se tato hodnost nepoužívá, nejvyšší hodností je zde Général de brigade.

### Uganda
V Ugandě je hodnost Lieutenant general používána u armády a letectva. Nižší hodnost je Major General a vyšší General. Hodnostní systém i vzhled výložek vychází z britského vzoru.

Uganda: armáda
Uganda: letectvo

### Zambie
V Zambii je hodnost Lieutenant General používána u armády a letectva. Nižší hodnost je Major general a vyšší General. Hodnostní systém i vzhled výložek vychází z britského vzoru.

### Zimbabwe
V Zimbabwe je hodnost Lieutenant General používána u armády. Nižší hodnost je Major General a vyšší General. Jejím ekvivalentem u letectva je Air Marshal. Zimbabwe bývala britskou kolonií a tak hodnostní systém i vzhled výložek vychází z britského vzoru.

Zimbabwe